# Wendelin

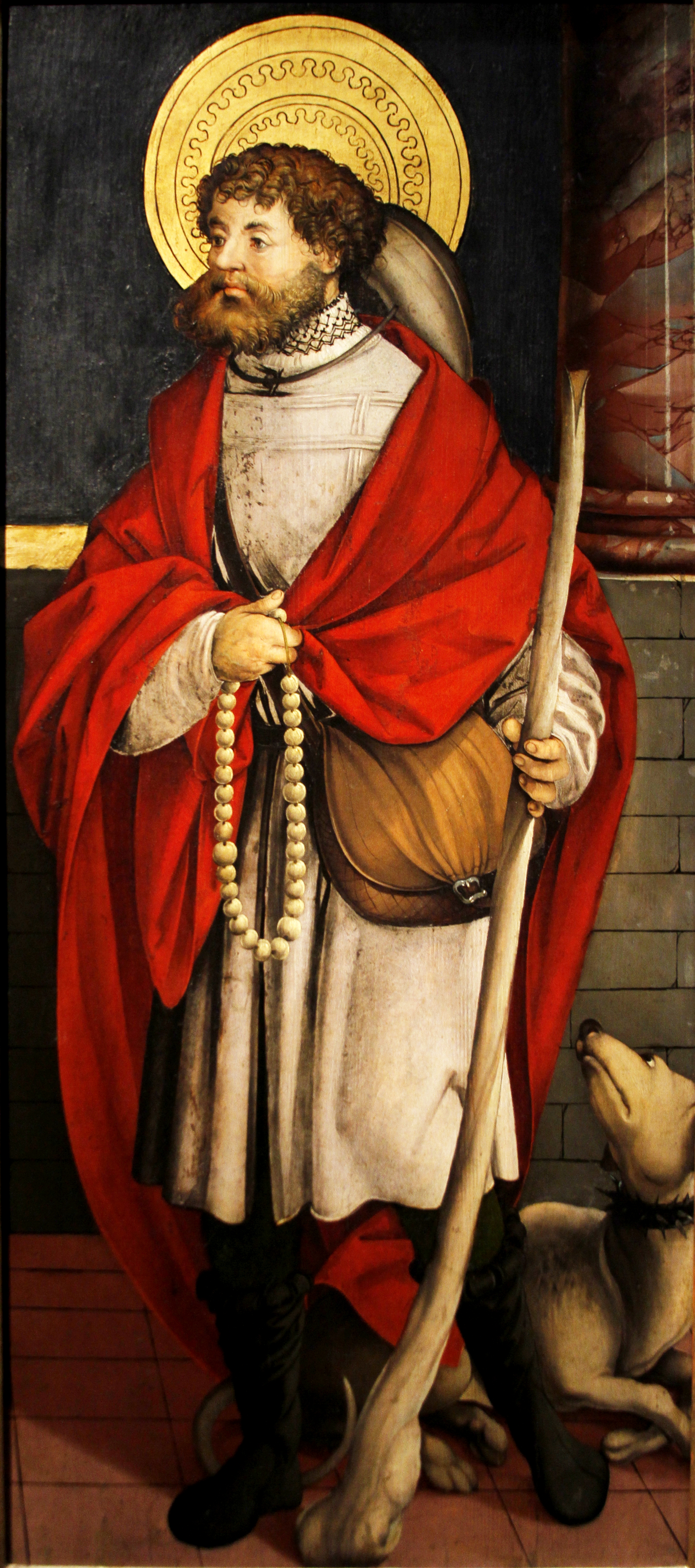
St. Wendelinus, Gemälde von Martin Schaffner, Staatsgalerie Stuttgart

Wendelin (lateinisch Wendelinus, auch Wendalinus, umgangssprachlich Wendel) ist ein katholischer Heiliger. Der Legende nach soll er im 6. Jahrhundert im Bistum Trier missionierend tätig gewesen sein. Das Grab Wendelins befindet sich in der Wendalinusbasilika in der nach ihm benannten Stadt St. Wendel.

## Vita und Legenden

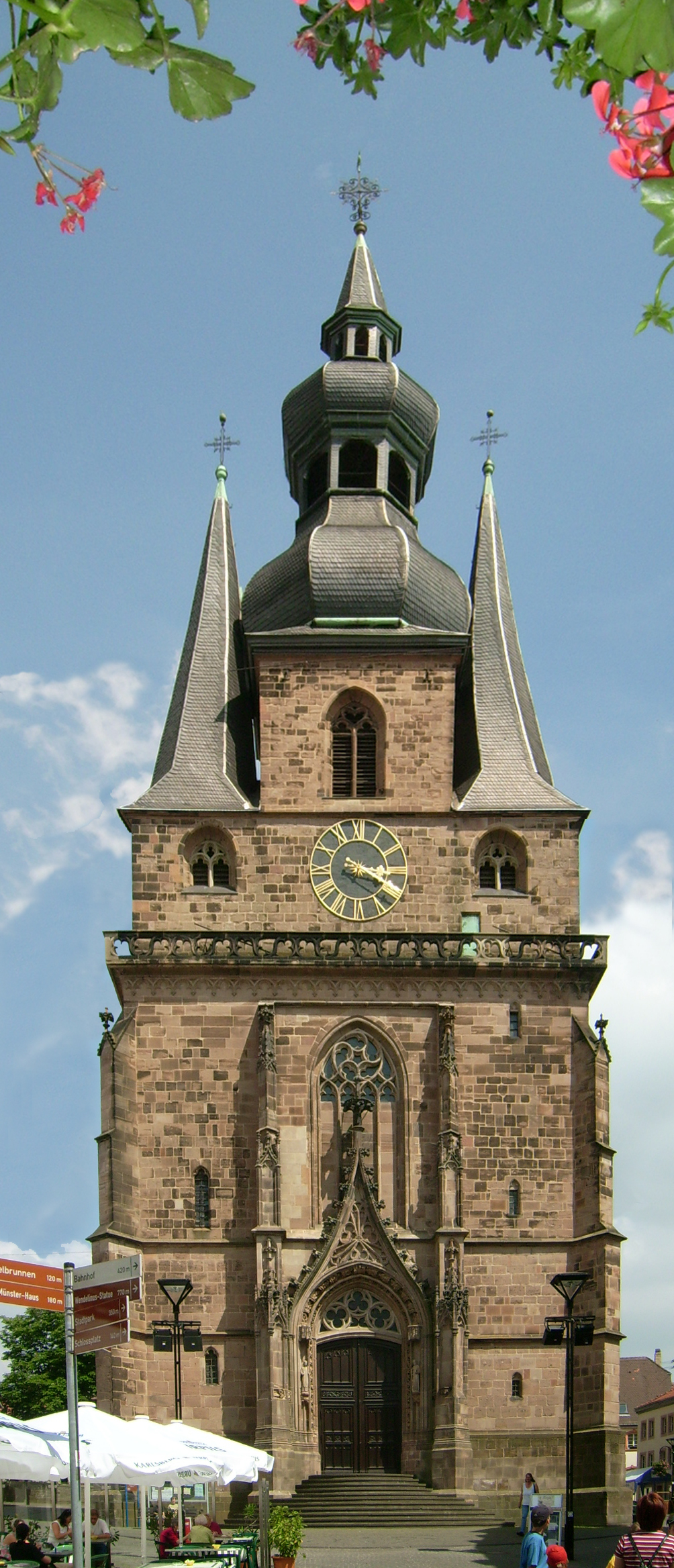
Wendalinusbasilika in St. Wendel

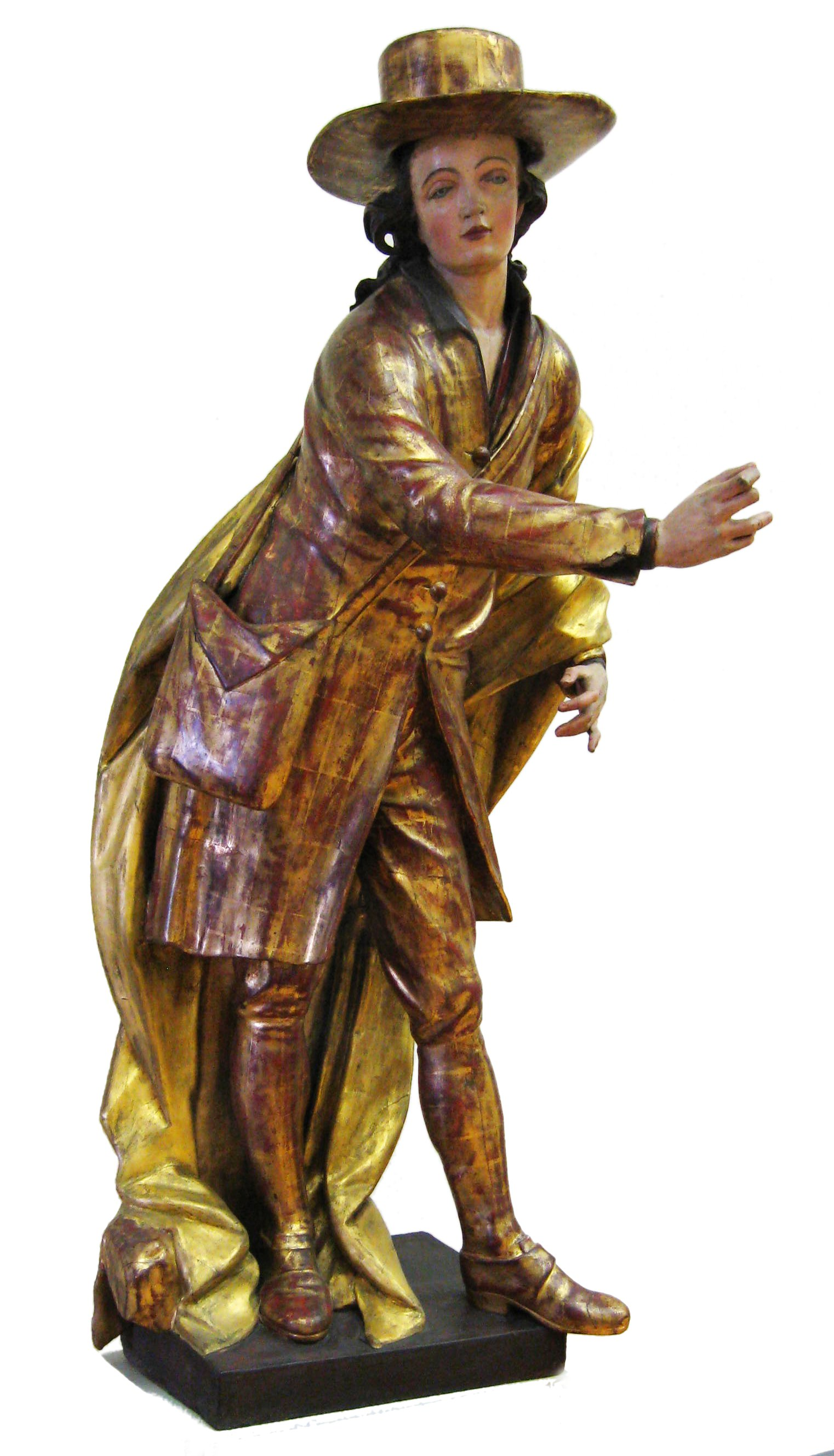
St. Wendelin, Bode-Museum Berlin, Franken 1770/80

Verschiedene Legenden ranken sich um Wendelin. Unter anderem wird er mit der heiligen Oranna in Verbindung gebracht, deren Bruder er gewesen sein soll. Auch soll er der Gründer und erste Abt der Abtei Tholey gewesen sein.
Wendelin soll aus königlichem Geschlecht stammen, sich jedoch für ein Leben im Dienste seines Gottes entschieden haben. Auf der Suche nach einem ungestörten Platz kam er bis in die Gegend von Blies und Saar. Dort traf Wendelin einen Edelmann, der ihn zu seinem Viehhirten machte. Wendelins Demut und Frömmigkeit beschämte den Edelmann, der dem Heiligen daraufhin in der Nähe eines Mönchsklosters eine Zelle erbaute.
Als Wendelin starb, so die Legende weiter, begruben ihn die Mönche. Am nächsten Morgen lag der Leichnam jedoch neben dem Grab. Man legte den Toten auf einen Ochsenwagen und ließ die Tiere den Weg suchen. Die Ochsen zogen den Wagen zu Wendelins alter Betstatt, wo er schließlich seine Ruhe fand.

### Wendelins Herkunft
Die erste Frage, die Manfred Peter beantwortet, ist, ob Wendelin Schotte oder Ire war. Diese Frage fand der Autor als einfach zu beantworten, denn Irland hieß einst Scotia maior, die Bewohner wurden bis ins 12. Jahrhundert Scoti, also Schotten, genannt. An der Westküste des heutigen Schottlands, damals Scotia minor, hatten Iren gesiedelt und dem Land seinen Namen gegeben.
Eine weitere Frage ist, ob Wendelinus Ire oder Franke war. Bis 1935 war an der irisch-schottischen Herkunft nicht der geringste Zweifel geäußert worden. Alois Selzer habe dann in seiner Arbeit erstmals die Überlegung geäußert, dass Wendelin ein von der iroschottischen Missionsbewegung erfasster Franke gewesen sein könnte. Die aus den Gebeinen abzulesende Körpergröße von 1,85 Meter deute auf einen großwüchsigen Mann hin, eine Körpergröße, die bei Iren eher selten sei, der Name Wendelin scheine deutschen Ursprungs zu sein und es gebe keinen eindeutigen Beweis dafür, dass die Herkunft des Heiligen in Irland zu suchen sei. Peter hält die Selzerschen Argumente für nicht völlig überzeugend. Es sei bekannt, dass sowohl Columban der Ältere als auch Columban der Jüngere, beide Ikonen der irischen Mönchsbewegung, auffallend groß gewachsene Männer waren. Die Herkunft des Namens Wendelin aus dem Germanischen sei nirgends belegt worden, irischen Ohren bereite er keine Probleme. Dazu gebe es nun einen Hinweis auf die irische Abstammung. Ende der 1980er Jahre hatte Manfred Peter Kontakt zu Kardinal Tomás Séamus Ó Fiaich in Dublin. Ó Fiaich, bis zu seinem Tod Primas der Katholischen Kirche Irlands, war nicht nur bedeutender Kirchenmann, sondern auch Historiker und eine Autorität in Sachen der mehr und mehr verschwindenden irischen Sprache. Ó Fiaich bringt den Namen Wendelin mit dem irischen Namen Fionnalán, in der alten Sprechweise Findalán, in Verbindung. Von diesem Namen komme der Familienname O'Fionnaláin (irisch: Ó Fionnaláin), Name der chieftains, also Stammeshäuptlinge, Clanführer, Gaukönige von Delvany. Diese regierten in der Grafschaft Westmeath, bis sie von den Normannen vertrieben wurden. Diese Landschaft heißt heute „Fenelon“ oder „Fenlon“. Wenn in Deutschland der Name Wendalin auch in einer Version „Vendalin“ vorkomme, würde das diese Theorie bestärken.
„Wir wissen, dass der Name Wendelin häufig auch in der Version Vendelin, Vendalin oder Wendalinus vorkommt, so dass die Frage des Kardinals uneingeschränkt bejaht werden kann.“ Damit sieht Peter den Nachweis erbracht, dass der Name des Heiligen aus dem Irischen stammt. Er weist darauf hin, dass die im allgemeinen Sprachgebrauch dominierende Fassung Wendalinus den Namen dichter an die vom Kardinal Ó Fiaich zitierte Version Finalán heranbringt. Zum anderen werde die Aussage der Legende, es habe sich bei dem Heiligen um einen „Königssohn“ gehandelt, überzeugend untermauert.
Laut dem großen Vornamenlexikon des Dudenverlags ist der Name Wendelin jedoch normalerweise eine Koseform von Vornamen wie Wendelmar, die das Namenselement wendel „Vandale“ enthalten.

### Kirchengeschichtlicher Hintergrund
Nach einer Bronzetafel in Trier war Magnerich von 566 bis 586 Bischof in Trier. Wie sein Vorgänger Nicetius, der dieses Amt in der ersten Hälfte des 6. Jahrhunderts innehatte, sah er es als seine Hauptaufgabe an, die Folgen des Zusammenbruchs des Römischen Reiches und der Völkerwanderung zu überwinden und dem sich langsam wieder entwickelnden kirchlichen Leben eine innere Struktur zu geben. Die von Bischof Nicetius geförderte kirchliche Erschließung des ländlichen Raumes vertiefte er durch die Schaffung eines ausgeformten Systems der Landseelsorge, wobei er sich nicht zuletzt auf die Eremiten stützte, deren „ungeordnete Tätigkeit er in die Bahnen geordneter Seelsorge lenkte“ (Anton Hubert).
In den Gesta Treverorum (12. Jahrhundert) sowie aus der von Abt Eberwein abgefassten Vita St. Magnerici wird berichtet, dass in der Amtszeit des Bischofs Magnerich (566–586/588) im Bistum Trier zahlreiche ‚heiligmäßige Männer‘ (magnae sanctitatis viri) gelebt hätten. Genannt werden Paulus (ab 627 Bischof von Verdun, † um 642/645), Ingobertus († um 650, Saargebiet), Disibodus († 700, mittlere Nahe), Wandalinus († 617/614, Saargebiet), Carilelfus (Carilefus von Le Mans, † um 590?), Wulfilaicus († kurz vor 600, Ardennen), Banthus und Beatus († vor 634, Trier). Die Todesdaten der ersten drei Genannten lassen allerdings erkennen, dass die Praxis der Ansiedlung von Eremiten wohl über die Zeit des Bischofs Magnerich hinaus bis in das 7. Jahrhundert andauerte.
Alois Selzer kommt auf der Grundlage umfangreicher Studien zu dem Ergebnis, dass der bei Abt Eberwein genannte Wandalinus identisch mit dem Wendelinus oder Wendalinus ist.
Ingobertus und Disibodus stammten der Legende nach aus Irland. Das Gleiche gilt auch für Wandalinus oder Wendelin.

### Wendelins Ausbildung
Die Legende behauptet weiterhin, dass er sehr „gelehrt“ und darin allen anderen überlegen gewesen sei. Dies kann nicht verwundern, denn als Königssohn hat er mit Sicherheit die bestmögliche Ausbildung erhalten. Im Irland des 6. Jahrhunderts bedeutet dies eine Ausbildung in einem der im 5., 6. (und 7.) Jahrhundert zahlreich gegründeten Klöster, die in ihrem Charakter stellenweise regelrechten Universitäten gleichkamen und damit neben der Führung eines religiösen Lebenswandels einen wichtigen Bildungsauftrag zum Ziel hatten. Es war allgemein üblich, dass die Adligen ihre Kinder in diese Klosterschulen bzw. Klosteruniversitäten schickten.
An dieser Stelle ein Wort zu den Klosteruniversitäten: Das 6. Jahrhundert hatte in Irland eine explosionsartige Entwicklung im Bereich der Gründung von Klöstern erlebt, die alle auch das Ziel der Vermittlung von Bildung an ihre Schüler hatten. Die irischen Klosteruniversitäten standen in hohem Ansehen nicht nur in Irland und auf den britischen Inseln, sondern auch auf dem Kontinent. Einige dieser Universitäten hatten zeitweilig bis zu 3000 Studenten, von denen ein großer Teil vom Festland kam. Die Gründe für diese explosionsartige Entwicklung (bis zu 4000 Klöster sollen es in den drei Jahrhunderten – 5., 6. und 7. Jahrhundert – gewesen sein) sind leicht darzulegen:
1. Anders als die Länder des Kontinents war Irland vom Zusammenbruch des römischen Imperiums und der Völkerwanderung nicht direkt betroffen. Das Land konnte sich daher in verhältnismäßig friedlichen und stabilen Verhältnissen weiterentwickeln. Außerdem suchten viele Wissenschaftler des Festlands vor den Wirren des Umbruchs auf dem Kontinent Zuflucht in Irland.
2. Des Weiteren erfolgte die Christianisierung des Landes in verhältnismäßig geordneten Bahnen, wenn nicht sogar in einem harmonischen Übergang. Nach anfänglichem Widerstand öffnete sich der Orden der Druiden – gleichzeitig Priester- und Gelehrtenstand in der keltischen Welt – der neuen Religion, die im Übrigen gar nicht so weit entfernt von ihren eigenen religiösen Überzeugungen war. Viele Druiden übernahmen Ämter in dieser neuen kirchlichen Ordnung, bei der die Klöster im Mittelpunkt standen, und brachten ihr über Jahrhunderte gesammeltes und mündlich überliefertes Wissen mit ein. Dieses Wissen beschränkte sich nicht auf religiöse Dinge, wo es ohnehin wegen der Übernahme der neuen Religion keine allzu große Bedeutung mehr hätten haben können. Es betraf vielmehr alle Wissensgebiete von der Philosophie über die Dichtkunst, die Musik, fremde Sprachen und Geschichte bis zu den klassischen naturwissenschaftlichen Fächern wie Mathematik und Physik, vor allem aber Biologie und Medizin (Pflanzen- und Heilkunde). Es umfasste ein Spektrum, wie wir es von unseren Gymnasien und Universitäten her kennen und das in die Klosteruniversitäten miteingebracht und dort weiter vermittelt wurde.
3. Schließlich hat Irland im 6. Jahrhundert eine Reihe charismatischer Männer und Frauen hervorgebracht, die es sich zum Ziel gesetzt hatten, den neuen Glauben nicht nur anzunehmen, sondern ihn auch zu leben und dabei das Ideal der Vollkommenheit oder – mit anderen Worten – der Heiligkeit anzustreben. In Anlehnung an östliche Praktiken suchten sie ihr Ziel auf dem Weg des Einsiedler- oder Eremitentums zu erreichen, indem sie sich von der Welt zurückzogen, auf alle Annehmlichkeiten bewusst verzichteten, um so der „Seele die Priorität vor dem Leib“ einzuräumen. Bald sammelte sich um sie ein Kreis von Schülern, mit denen zusammen sie ihre Klöster gründeten, welche schon früh eine geordnete Struktur erhielten: Die Mönche lebten in Zellen, die zumeist aus Steinen und oft in der Form von Bienenkörben erstellt waren. Die Klosteranlagen selbst waren häufig von einem Steinwall umgeben. Innerhalb des Steinwalls befanden sich neben den Zellen für die Mönche und den Abt, die Kirche, die meist reichhaltige Bibliothek sowie die Werkstätten. Außerhalb des Steinwalls gab es die bewirtschafteten Ländereien mit den Farmhäusern und landwirtschaftlichen Betrieben, die der Selbstversorgung der Klöster dienten.

Die Prinzipien, an die sich die Mönche in ihrer Lebensführung zu halten hatten, lauteten: „Bete täglich, faste täglich, studiere täglich, arbeite täglich“. Ihre asketische Haltung zeigte sich auch in der Kleidung, die aus einer weißen Tunika als Untergewand und darüber aus Cape und Kapuze bestand. Die irisch-keltischen Klöster, die im religiösen, im geistigen wie auch im öffentlichen Leben eine große Rolle spielten, wurden wegen ihrer Ausrichtung und der von ihnen erreichten Wirkung später als „Speicher der Vergangenheit und Geburtsstätten der Zukunft“ (Kardinal Newman) bezeichnet.
Einige dieser Klöster sollen hier zur Verdeutlichung namentlich erwähnt werden:
- Inishmore, eine der Aran-Inseln (Klostergründer St. Enda),
- Bangor (Gründer St. Comgall),
- Clonfert (Gründer: St. Brendan, der Seefahrer),
- Clonmacnoise (Gründer: St. Kieran),
- Clonard (Gründer: St. Finnian)
- Glendalough (Gründer: St. Kevin).

Die vier letztgenannten Klöster sind geographisch eng mit dem County Westmeath und damit der Heimat des hl. Wendelin verbunden. Daher kann man davon ausgehen, dass er diese Klöster und wohl auch ihre Gründer gekannt hat.
Vor allem zum hl. Kieran, dem Gründer des Klosters Clonmacnoise, könnte eine Verbindung bestanden haben, da man bestimmte Elemente in der Lebenseinstellung des hl. Kieran beim hl. Wendelin wieder zu finden glaubt.

### Wendelins erster Kontakt mit der Saar-Mosel-Region
Was die Begegnung des hl. Wendelin mit der Region an Saar und Mosel betrifft, so berichtet die Legende, dass er bei der Rückkehr von einer Pilgerfahrt nach Rom Trier besucht habe. Beides lässt sich sehr gut in den historischen Hintergrund einordnen: Es war im irischen Adel üblich, dass die jungen Männer und Frauen, nachdem sie ihre Ausbildung in den Klosteruniversitäten abgeschlossen hatten (diese dauerte insgesamt 16 Jahre: 8 Jahre Grundausbildung und wiederum 8 Jahre für die Aufnahme in den Gelehrtenstand) und bevor sie ein wichtiges kirchliches (z. B. Abt eines Klosters) oder auch weltliches Amt antraten, sich die äußeren Weihen durch eine Pilgerfahrt nach Rom einholten. Man kann davon ausgehen, dass dies bei Wendelin ebenfalls der Fall war, wobei wir durch diesen Teil der Legende – ergänzt durch die historischen Fakten – erfahren, dass auf Wendelin nach seiner Rückkehr aus Rom ein wichtiges Amt wartete.
Dass er seine Pilgerreise in Trier unterbrach, kann aus innerem Antrieb geschehen sein, es kann aber auch sehr reale Gründe gehabt haben: Trier war zur damaligen Zeit als ehemalige Kaiserstadt immer noch eine Stadt von großer Ausstrahlung und war im Übrigen – im 6. Jahrhundert unter Leitung der beiden Bischöfe Nicetius und Magnerich – dabei, seine frühere Bedeutung allmählich wieder zurückzugewinnen.

### Wendelin als Hirte

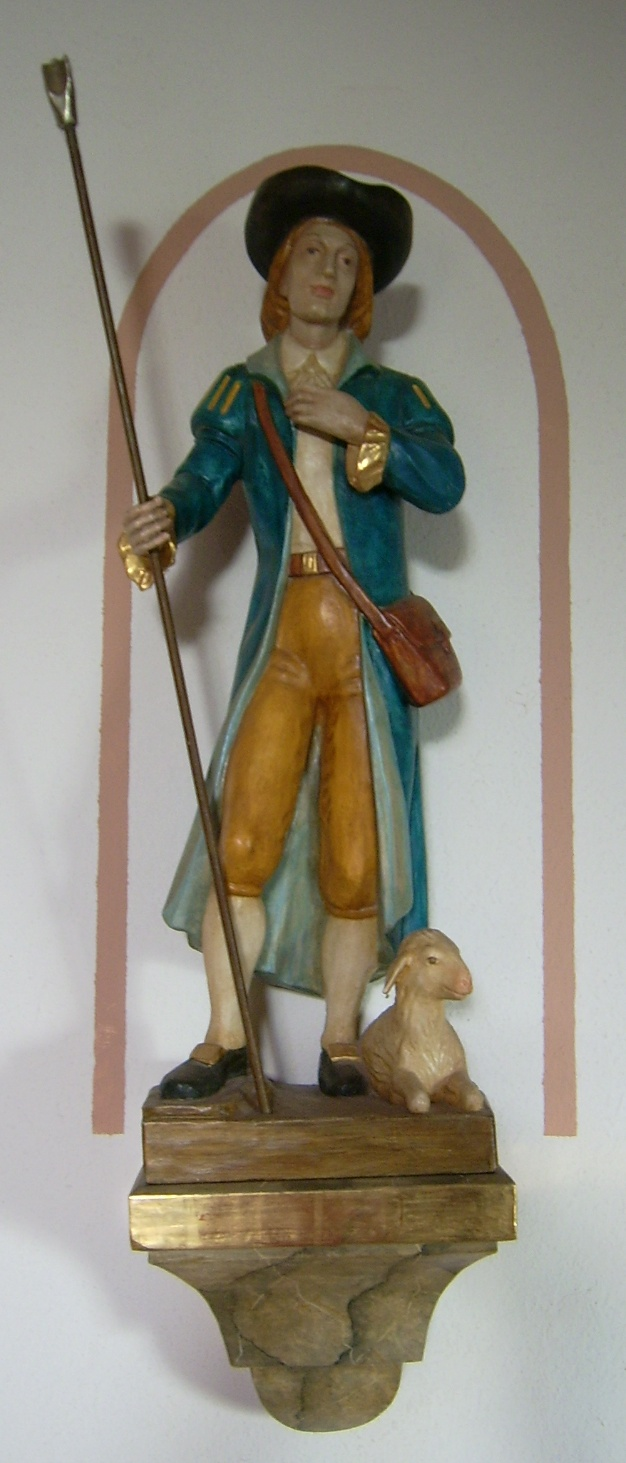
Als Schäfer im Hofgut

Es stellt sich die Frage, warum Wendelin in Trier seine ursprüngliche Absicht, nach Irland zurückzukehren und dort ein wichtiges Amt zu übernehmen, aufgab und sich entschied, in der Region um Trier zu bleiben, um dort bei einem Gutsherrn die Tätigkeit als einfacher Hirte anzunehmen.
Die Legende berichtet in diesem Zusammenhang in recht ausführlicher Weise von einer Begegnung, die offenbar von großem Einfluss auf seine Entscheidung war: „Zu dieser Hirtentätigkeit kam es, als Wendelin auf einer Wallfahrt zu den Heiligtümern des heiligen Trier an der Tür eines reichen Mannes anklopfte und um ein Stück Brot bettelte. Der Reiche hielt ihm entgegen: Ein junger und kräftiger Bursche soll sich sein Brot nicht erbetteln, sondern dafür arbeiten. Er schickte Wendelin fort, seine Schweine zu hüten. Demütig nahm Wendelin diesen niederen Dienst an. Zu den Schweinen kam bald auch das andere Herdenvieh: Schafe, Kühe und Rinder“ (aus Andreas Heinz: Heilige im Saarland).
Die Begegnung mit dem Gutsherrn muss bei Wendelin einen nachhaltigen Eindruck hinterlassen haben. Aus einem religiös geprägten Land stammend, wo es normal war, einen Pilger gastfreundlich aufzunehmen, wird er hier mit einer Haltung konfrontiert, die nicht gerade von Hilfsbereitschaft oder Rücksichtnahme zeugte. Ohne sich möglicherweise dessen bewusst zu sein, war er auf eines der Kernprobleme der damaligen Epoche gestoßen: Der Zusammenbruch des Römischen Reiches und der damit bis zu diesem Zeitpunkt bestehenden Zivilisation sowie die Eroberung durch die Franken, die noch keine eigene Zivilisation geschaffen hatten, ließen eine Atmosphäre der Rücksichtslosigkeit und Gewalt entstehen. Mord und Totschlag auch im engsten Familienkreis waren an der Tagesordnung (so Gregor von Tours), und der Kampf um Macht und Reichtum schien die einzige Maxime des Handelns zu sein. Nicht umsonst wird der Gutsherr in der Legende stellenweise als Räuber bezeichnet.
Dennoch hat Wendelin den Auftrag des Gutsherrn angenommen. Offenbar sah er darin eine ihm von Gott auferlegte Prüfung, die für ihn im Endeffekt aber bedeutete, seine ursprünglichen Pläne, nach Irland zurückzukehren, um dort ein wichtiges Amt zu übernehmen, aufzugeben und in der Region zu bleiben.
Diese Entscheidung, die auch erklären könnte, warum die Legende andeutet, dass sein Entschluss, das Elternhaus zu verlassen, nicht in Übereinstimmung mit seiner Familie gefasst wurde, wird nur verständlich, wenn man sich vor Augen führt, von welchen Prinzipien die Eremiten und Mönche in Irland zum damaligen Zeitpunkt geleitet wurden. Danach richteten sie ihr Leben wesentlich darauf aus, Gott nahezukommen bzw. mit anderen Worten, den Zustand der Heiligkeit zu erreichen.
In diesem Zusammenhang muss daran erinnert werden, dass die irischen Mönche zwei Martyrien kannten (Ingeborg Meyer-Sickendiek: Gottes gelehrte Vaganten), die sie diesem Ziel näher bringen konnten:
Das rote Martyrium und das weiße Martyrium.

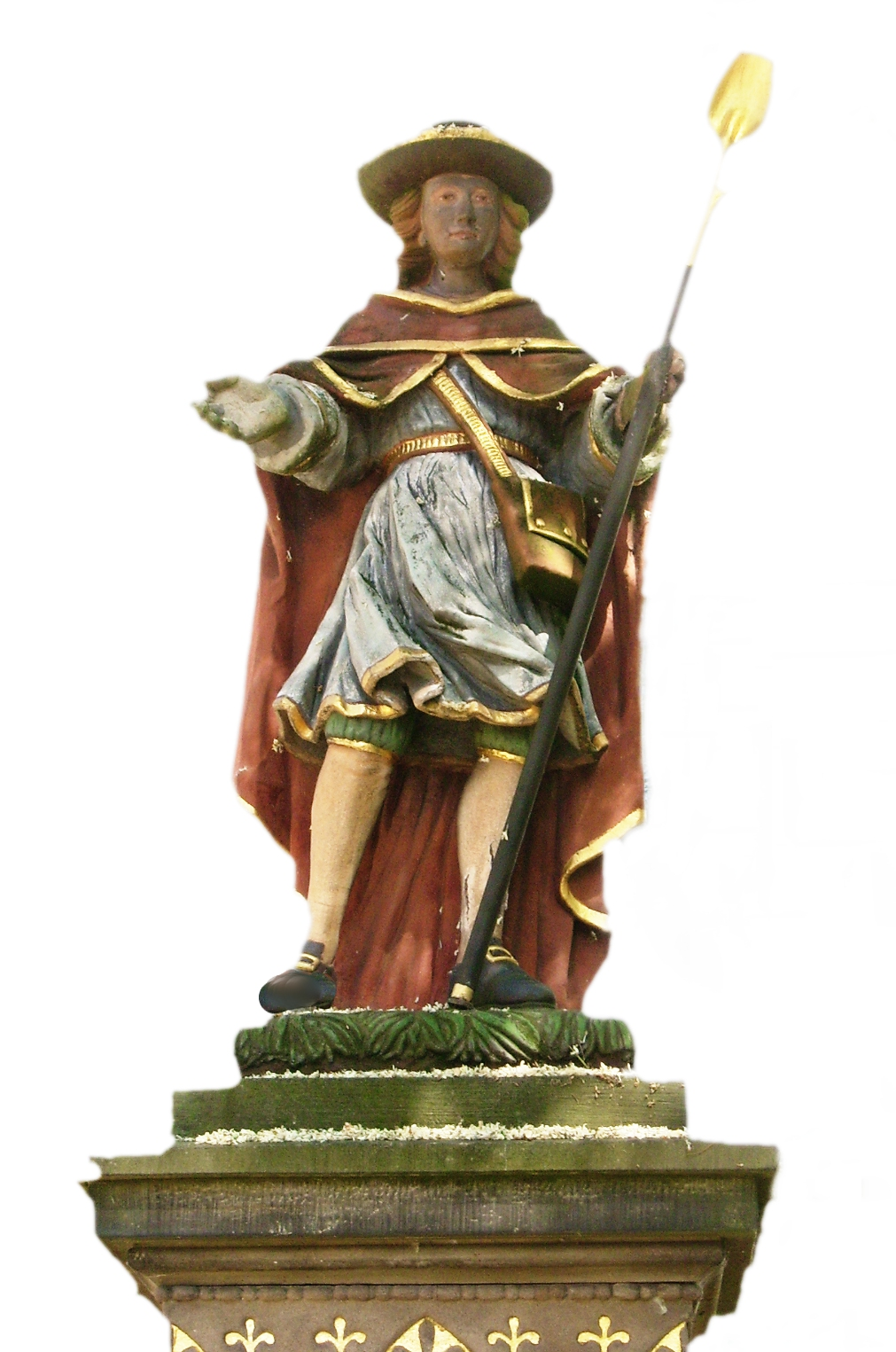
Brunnen in St. Wendel

Das rote Martyrium ist verhältnismäßig einfach zu erklären: es bedeutete, für seinen Glauben zu sterben. Das weiße Martyrium bedeutete, auf Dinge zu verzichten, die einem am Herzen lagen. Als ein besonders schweres Martyrium in diesem Sinne galt der Verzicht auf die Heimat.
Ist man sich dieses Umstandes bewusst, so wird die Entscheidung Wendelins erklärbar. Gleichzeitig wird verständlich, warum die Legende diese scheinbar unbedeutende Begegnung mit dem Gutsherrn so ausführlich beschreibt. Nimmt man die spätere Entwicklung im Verhältnis Wendelins zu dem Gutsherrn hinzu, so wird auch deutlich, welche Rolle den irischen und später den angelsächsischen Missionaren zusätzlich zu ihren Aufgaben im religiösen Bereich zukam. Sie sollten mithelfen, eine wilde, räuberische „Nicht-Zivilisation“ in eine christlich geprägte Zivilisation umzuwandeln und damit einen wichtigen, vielleicht sogar den wichtigsten Grundstein für die abendländische Kultur zu legen.
Wendelin nahm also die Arbeit als Hirte an und schon bald fiel auf, dass er ein äußerst fähiger Hirte war. Die Herde gedieh. Wenn ein Schaf bisher ein Junges zur Welt brachte, so waren es – wie die Legende berichtet – nunmehr deren zwei. Die Herde wuchs also doppelt so schnell wie zuvor, was den Reichtum des Gutsherrn steigerte, leider auch den Neid und die Missgunst der anderen Hirten weckte. Diese schwärzten Wendelin bei dem Gutsherrn an mit der Behauptung, dass Wendelin die Herde in weit abgelegene Gebiete führte. Dies traf auch zu: der Gutshof stand in der unmittelbaren Umgebung von Trier – vermutlich südlich der Stadt – und das bevorzugte Weidegebiet des hl. Wendelin scheint das nördliche Saarland in der Umgebung des heutigen St. Wendel gewesen zu sein. Allerdings gab es wichtige Gründe für Wendelin, diese Gegend aufzusuchen: Zum einen fand er hier die Abgeschiedenheit, die es ihm ermöglichte, nach den in Irland geübten Prinzipien des Betens, Fastens, Arbeitens und Studierens zu leben. Zum anderen hatte er vermutlich nach Weideplätzen für seine Herde gesucht, wo die Tiere das für sie am besten geeignete Futter finden konnten. Der Erfolg gab ihm recht; hier spielte wohl auch das in den Klöstern erworbene praktische Wissen zur Tierhaltung eine Rolle.
Schließlich kann nicht ausgeschlossen werden, dass er in dieser Region auf die Reste gallo-römischer Bevölkerung gestoßen ist, mit denen er sich möglicherweise in seiner keltischen Muttersprache verständigen konnte.

### Wendelins Wunder

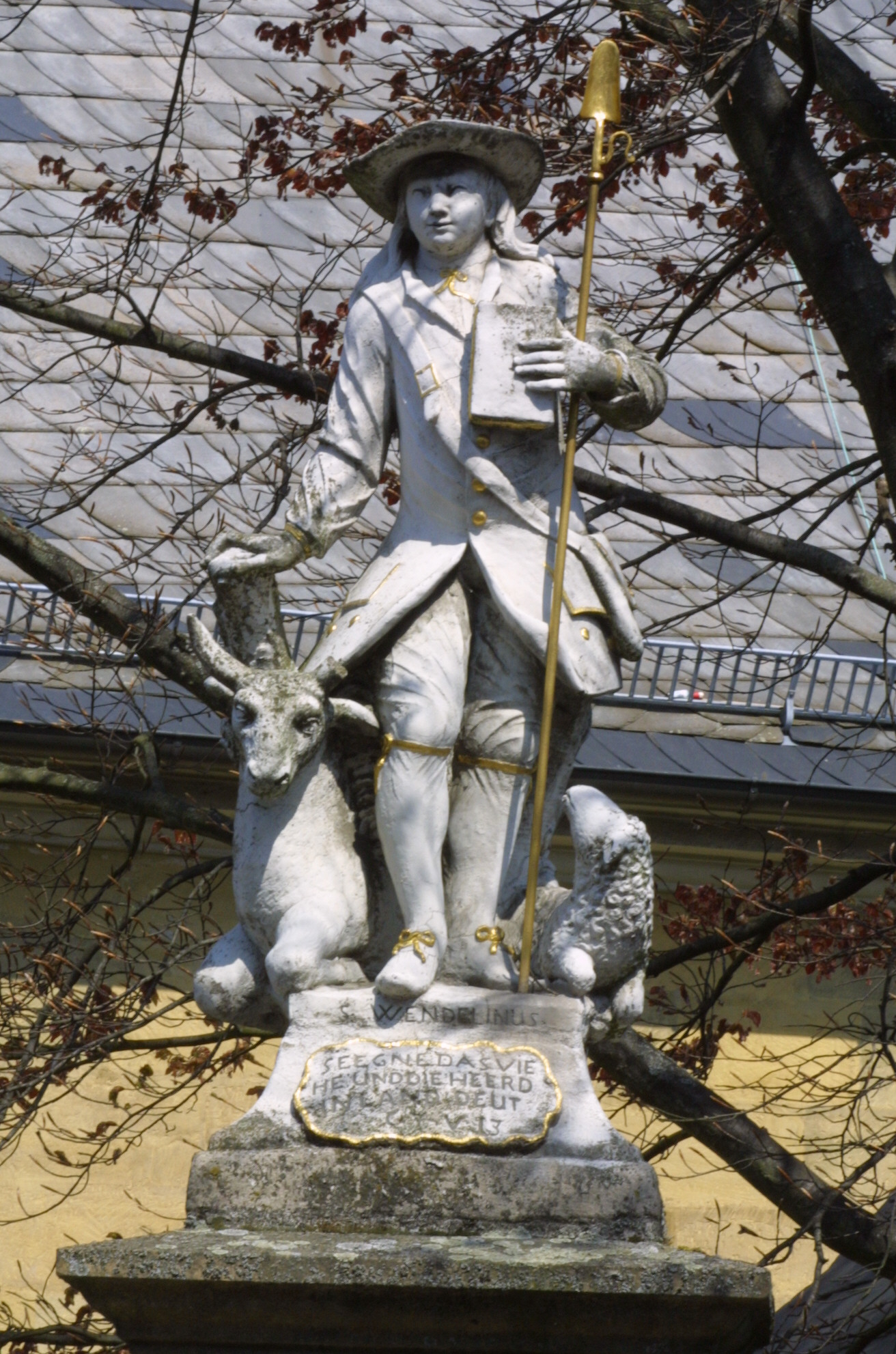
Steinfigur an der kathol. Pfarrkirche in Memmelsdorf bei Bamberg

Jedenfalls bewirkte das Anschwärzen durch die anderen Hirten, dass der Gutsherr gegenüber Wendelin misstrauisch wurde. Wie die Legende berichtet, kam es dann schon bald zur Konfrontation: Als der Gutsherr von einem seiner Raubzüge (gemeint war wohl von einer weiteren Landnahme) zurückkam, traf er Wendelin tatsächlich weit entfernt von dem Gehöft an. Da er vorhatte, am selben Abend noch ein Tier aus der Herde zu schlachten, um es seinen Gästen vorzusetzen, und er dieses Vorhaben nun für nicht mehr durchführbar hielt, machte er Wendelin heftige Vorwürfe. Dieser aber erwiderte nur: Habent frid in euwerem herzen duch got der kan es alles gutmachen. Wenig beeindruckt von dieser Antwort und weiterhin verärgert über Wendelin, ritt der Gutsherr eilig davon, um zu Hause noch rechtzeitig andere Maßnahmen ergreifen zu können. Als er jedoch an seinem Gehöft ankam, sah er Wendelin gerade vor ihm mit der Herde dort einziehen. Nach der Legende betrug der Abstand zwischen dem Gehöft und dem Platz, an dem er St. Wendelin angetroffen hatte, sieben Meilen oder einen Zweitagesweg.
Für diesen Vorgang, der als Translokationswunder bezeichnet wird, gibt es zwar bestimmte Erklärungsversuche, mit den uns zur Verfügung stehenden wissenschaftlichen Deutungsmitteln kann er aber (noch) nicht zufriedenstellend erklärt werden.
Auf den Gutsherrn jedoch hatte er – wie die Legende berichtet – einen gewaltigen Eindruck gemacht. Er ließ von seinem bisherigen schlechten Lebenswandel ab (ein deutlicher Erfolg Wendelins im Sinne seiner Mission), gleichzeitig bat er Wendelin um Vergebung und stellte ihm ein Stück Land zur Verfügung, damit dieser sich dort eine kleine Einsiedelei einrichten konnte. Diese muss wohl in der Gegend gelegen haben, wo er sich mit der Herde vorzugsweise aufgehalten hat, d. h. in dem Gebiet, in dem sich heute die Stadt St. Wendel befindet.
Damit hatte sich für Wendelin der Kreis geschlossen. Er war zurückgekehrt zu der Lebensweise, die ihm seine Lehrer in Irland vorgelebt hatten und die er für sich als die am meisten erstrebenswerte ansah. St. Wendelin in seiner Einsiedelei sollte dann in der folgenden Zeit zum großen Helfer für die Landbevölkerung der ganzen Umgebung werden, die ihn bei allen Problemen mit ihrem Vieh um Rat und Hilfe baten. Offenbar hat er in zahlreichen Fällen geholfen, und zwar in einer Weise, die für viele an Wunder grenzte oder als Wunder verstanden wurde.
Dem Volksglauben nach befand sich die Einsiedelei im heutigen „Wendelstal“, einem kleinen Seitental am Rande der Stadt. Am vermeintlichen Platz seiner Klause wurde die heutige Wendelinuskapelle errichtet, in deren Frontbereich sich der Wendelsbrunnen befindet. Gläubige aus der gesamten Region pilgern auch heute noch hierher, um sich mit dem heilenden und Wunder wirkenden „Wendelswasser“ einzudecken.
Bei seinen Heilerfolgen waren ihm mit Sicherheit die in Irland in den Klosteruniversitäten gewonnenen Erkenntnisse – insbesondere in dem Bereich der von den früheren Druiden vermittelten Heil- und Pflanzenkunde – von großem Nutzen. Auch bestimmte andere Kenntnisse – wie z. B. die heute noch in „altkeltischen“ Regionen Irlands, Wales und Schottlands verbreitete Kunst des Wünschelrutengehens – schienen ihm vertraut gewesen zu sein (Beispiel: Quellenwunder).
Wir können davon ausgehen, dass die in seiner Person vorhandenen Eigenschaften – bescheidenes, wenn nicht sogar demütiges Auftreten, verbunden mit großer Hilfsbereitschaft und breitem, weit über das Durchschnittliche hinausgehende Wissen – ihn zu einer Persönlichkeit mit hoher charismatischer Ausstrahlung gemacht haben. Er genoss wohl bei den Menschen seiner Zeit und seiner Umgebung hohes Ansehen und große Beliebtheit.

### Wendelin als Abt

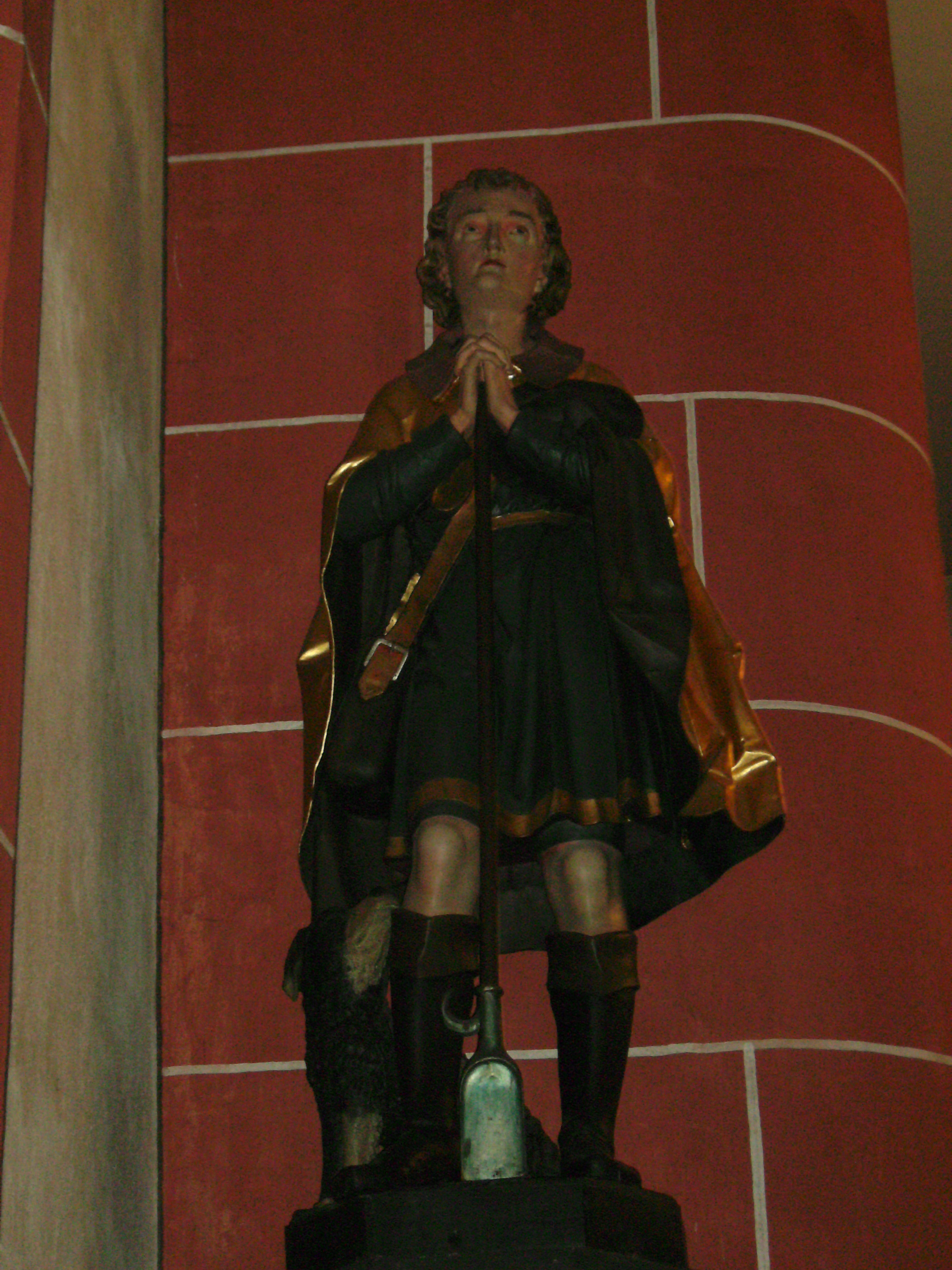
Wendelinus-Statue in der Basilika St. Wendel (Barock)

Die Legende berichtet weiter: In der Nähe seiner Einsiedelei soll sich ein Kloster befunden haben und die Mönche dieses Klosters hätten ihn gebeten, ihr Abt zu sein. Bei dem Kloster kann es sich nur um Tholey gehandelt haben.
Es ist heute unbestritten, dass sich zu Lebzeiten des hl. Wendelin in Tholey bereits eine Klostergemeinschaft befunden hatte. Für das Jahr 620 ist sie sogar belegt. Selzer – der der Aussage der Legende, Wendelin sei Abt dieses Klosters gewesen, eher skeptisch gegenübersteht – hält die Existenz einer Klerikergemeinschaft, orientiert am irisch-keltischen Modell, in Tholey für möglich. Er schließt nicht aus, dass Wendelin und Paulus, auf den wir noch zurückkommen werden, in dieser Klostergemeinschaft gelebt haben. Gestützt werden seine Überlegungen durch die Entdeckung des früheren Landeskonservators, Alfons Kolling, der in den Ruinen des alten Tholey die Reste eines frühmittelalterlichen Steinhauses entdeckte, das in seiner Form an eine Mönchsbehausung erinnerte, wie sie in den irischen Klosteranlagen um die Kirchen gruppiert waren.
Darüber hinaus gibt es zwei weitere Indizien, die dafür sprechen, dass der hl. Wendelin in der Klostergemeinschaft Tholey gelebt hat und dort auch Abt war: Zum einen haben wir erfahren, dass Bischof Magnerich in seinem Bemühen, ein Seelsorgenetz aufzubauen, die Klöster stärkte und die Eremiten, deren seelsorgerische Tätigkeit er offenbar weniger hoch einschätzte, bewegte, in die Klöster einzutreten und dort auch Funktionen zu übernehmen.
Es wäre durchaus logisch und naheliegend gewesen, dass er Wendelin in diesem Zusammenhang aufgefordert oder gebeten hätte, Abt im Kloster Tholey zu werden. Dies umso mehr, als Wendelin aufgrund seiner breiten Ausbildung und seiner Erfahrung mit dem Klosterleben in Irland sowie seiner hohen Popularität bei der Bevölkerung der Region der geradezu ideale Kandidat für das Amt des Abtes gewesen wäre.
Ein weiteres Indiz ergibt sich aus der Abtsliste. Danach war der zweite Abt von Tholey der bereits erwähnte hl. Paulus, der später Bischof von Verdun werden sollte. Der Name des ersten Abtes ist unbekannt. Von ihm weiß man nur, dass er der Lehrer des zweiten Abtes, des hl. Paulus gewesen sein soll.
Von seiner Ausbildung, seinem Wissen und seiner Ausstrahlung her wäre Wendelin mit Sicherheit ein besonders geeigneter Lehrmeister gewesen. Hierfür sprechen auch noch weitere Gründe: Vom Lebensalter her war Paulus wesentlich jünger als Wendelin (Todesdatum des hl. Wendelin 617 bzw. 614; Todesdatum des hl. Paulus 642). Außerdem hatte Paulus am Hofe Chlothars II. gelebt, ein Hof, der für Offenheit und Sympathie für die irisch-keltische Missions- und Klostertätigkeit bekannt war.
Der wohl stärkste Hinweis dafür, dass zwischen Wendelin und Paulus eine enge Verbindung bestanden haben muss, zeigt sich aber darin, dass Paulus, als er später Bischof von Verdun geworden war, mit privaten Mitteln die inzwischen entstandene Pilgerstätte am Begräbnisort des hl. Wendelin zusammen mit dem Ort Basonis villare (dem heutigen St. Wendel) aufkaufte und dem Bistum Verdun anschloss.
Hierin wird deutlich, dass Paulus an der würdigen Erhaltung des Grabes und an der Verehrung des Heiligen großes Interesse hatte, was auf eine besondere Verbundenheit der beiden schließen lässt. Damit wird die Vermutung, dass Wendelin der Lehrer von Paulus und damit der erste Abt des Klosters Tholey gewesen war, entscheidend gestützt.

### Das Begräbniswunder

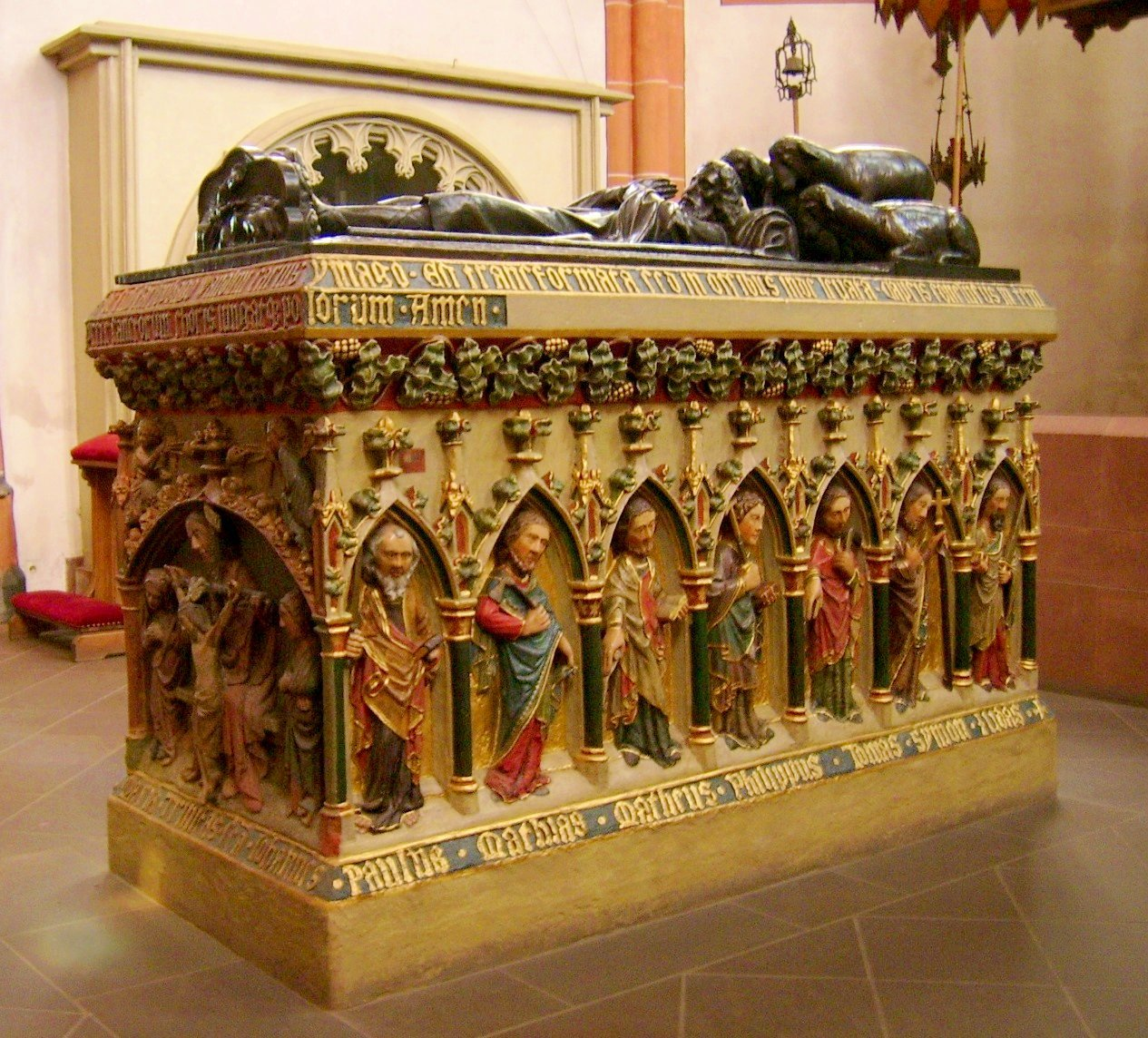
Tumba in der Basilika St. Wendel (das eigentliche Grab befindet sich erhöht hinter dem Hauptaltar)

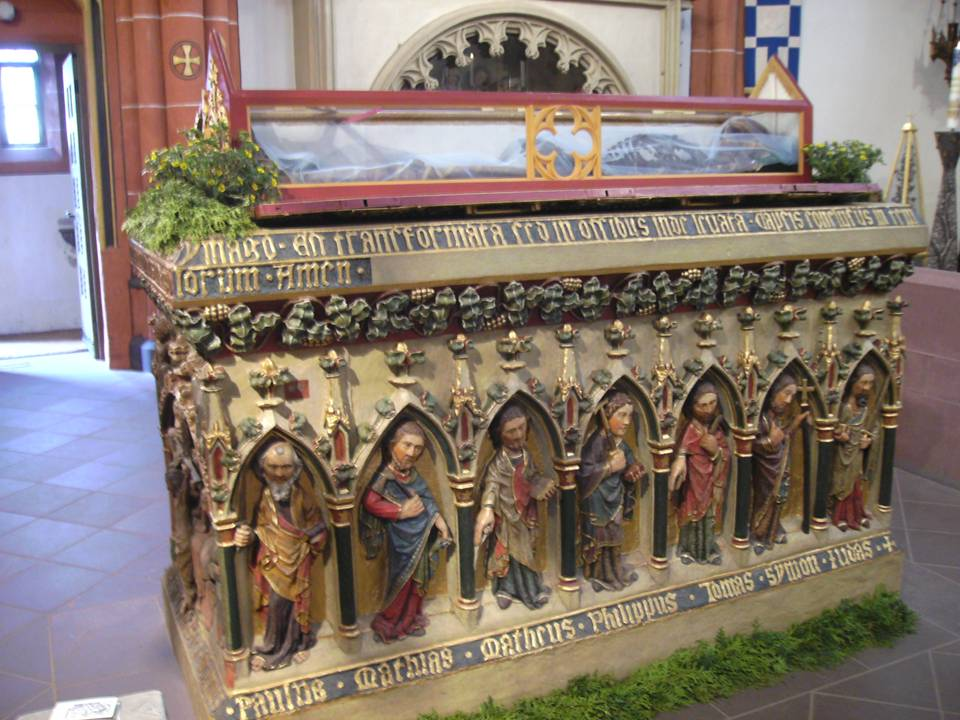
Gläserne Lade mit Reliquie des Heiligen auf der Tumba (2010)

Die Legende berichtet dann weiter: Nach seinem Tod bauten ihm die Mönche ein prachtvolles steinernes Grabmal. Am Morgen nach der Grablegung jedoch war das Grab geöffnet und der Leichnam lag daneben. Als sich dies wiederholte, luden die Mönche den Leichnam auf einen Ochsenkarren bespannt mit zwei Ochsen, die bis dahin noch nie einen Karren gezogen hatten. Man ließ die Ochsen ihren Weg und sie zogen den Karren in die Gegend des heutigen St. Wendels, dort wo früher die Einsiedelei des Heiligen gestanden hatte. Vieles spricht dafür, dass diese Stelle nicht bei der am Stadtrand von St. Wendel gelegenen Wendelinuskapelle zu finden ist, sondern vielmehr an dem Ort, an dem heute die Wendalinusbasilika steht.
Alois Selzer geht davon aus, dass sich über dem Grab eine Pfarrkirche erhob und dass diese nicht die St. Magdalenenkapelle, die lange Zeit für die Ruhestätte des Heiligen gehalten wurde, war, sondern eine alte Kirche, von der bei späteren Ausgrabungen Mauerreste unter dem Turm der Basilika entdeckt wurden.
Für das eigentliche Begräbniswunder haben wir bis heute keine Erklärung. Vielleicht ist die Lösung in der engen geistigen und seelischen Bindung zwischen Wendelin und seinen Mönchen zu finden. Ingeborg Meyer-Sickendiek verweist auf die in der irisch-keltischen Kirche bedeutsamen Elemente der „über den Tod hinausdauernden Seelenfreundschaft“, die sich auch in dem Begriff Gemeinschaft der Lebenden und Toten wiederfindet.
Historisch belegt ist, dass „sein Grab schon früh im heutigen St. Wendel als Frei- und Heilsstätte verehrt wurde“ und dass sich seine Verehrung rasch im gesamten deutschsprachigen Raum ausbreitete.
Auswanderer nahmen als letzte Verbindung zur alten Heimat die Erinnerung an den Heiligen nach Südosteuropa und Südamerika mit. Bis zum heutigen Tage ist seine Verehrung weit verbreitet und hat immer neue, zeitgemäße Formen gefunden.
Durch die Steyler Missionare, die vom Missionshaus in St. Wendel (Saarland) nach China entsandt worden waren, verbreitete sich die Verehrung des heiligen Wendelin seit den 1920er Jahren auch in China.

## Verehrung

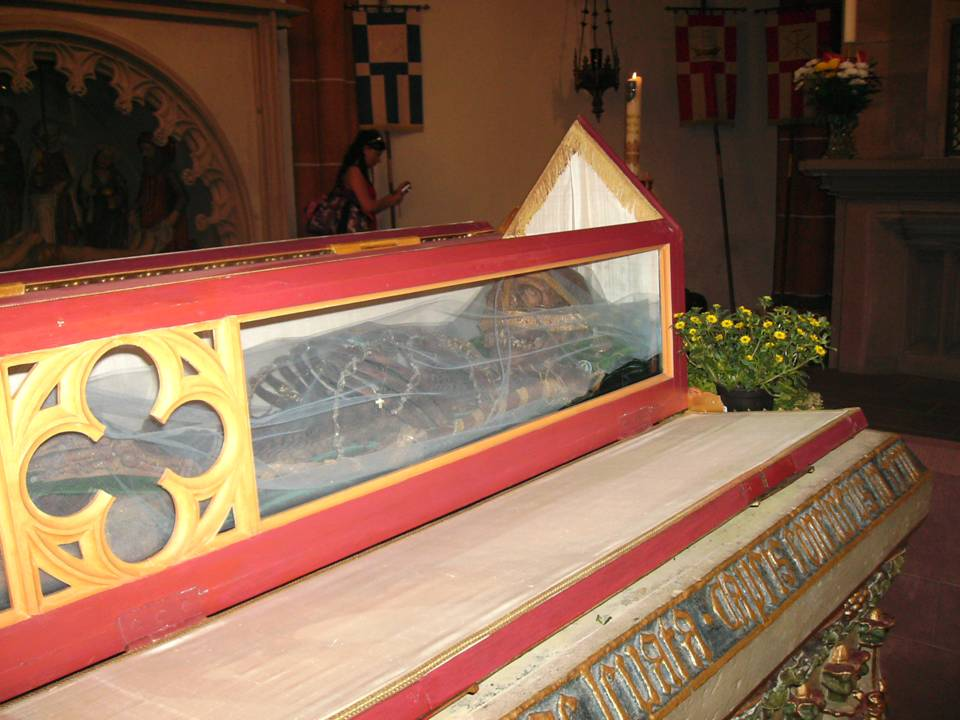
Reliquie des Heiligen in geöffneter Lade (2010)

### Gedenktag und Attribute
Sein Gedenktag ist der 20. Oktober. Die Bauernregel für diesen Tag lautet: Sankt Wendelin, verlass uns nie, schirm unsern Stall, schütz unser Vieh.
Im Abstand von zehn Jahren wird in der Pfarrei St. Wendalin in St. Wendel (Saarland) das „Wendelsjahr“ begangen. Dabei wird die Tumba mit der Lade, die in einem gläsernen Sarg das fast vollständig erhaltene Skelett des Heiligen enthält, geöffnet und eine Woche lang für die Pilger zur Schau gestellt. Bei dem Skelett soll es sich der Legende nach um dasjenige des Heiligen handeln; zweifelsfrei belegt werden kann diese Hypothese jedoch nicht. Das letzte „Wendelsjahr“ wurde im Mai 2010 begangen. Im Jahr 2017 wurde anlässlich seines 1400. Todesjahres eine große Wallfahrt vom 15. bis zum 31. Oktober begangen, zu der auch die Lade wieder geöffnet wurde.
Wendelin wird üblicherweise mit einem Hirtenstab und Tieren als Attribut dargestellt (Liegefigur des Wendelin auf dem Sarkophag in der Basilika St. Wendel, Wendelin-Statue auf der Blies-Brücke); die Tiere fehlen jedoch gelegentlich (Wendelin-Statue am Brunnen St. Wendel-Balduinstraße, Wendelin-Skulptur am Sarkophag in der Basilika).

### Anrufung und Schutzpatronanz
Wendelin ist der Schutzpatron der Hirten und der Landleute, Bauern, Tagelöhner und Landarbeiter.

### Patrozinien, Orte mit einer lebendigen Wendelinstradition

Dittingen, Kanton Basel-Land

- Reilingen: Bereits 1451 wurde die löbliche Bruderschaft sant Wendels gegründet, die heute noch als Wendelinsbruderschaft fortbesteht. Das besondere an dieser Einrichtung war, dass ihr stets die kurfürstliche Familie der Kurpfalz als Mitglied angehörte. Der jährliche Wendelinsritt als Erinnerung an die überlieferte Pferde- und Tierwallfahrt ist immer am Sonntag nach dem Wendelinstag. St. Wendelin ist Patron der Pfarrkirche und auch der Gemeinde.
- Essingen (Pfalz): Die Wendelinus-Kapelle wurde um 1280 gebaut. Sie besitzt Wandmalereien aus dem 15. Jahrhundert (einen Marienzyklus).
- Greppen im Kanton Luzern, Schweiz, hat Wendelin seit Alters als Ortspatron (mindestens seit 1488). 1946 wallfahren erstmals die landwirtschaftlichen Dienstboten der Umgebung nach Greppen, seither jedes Jahr.
- St. Wendel im Saarland ist nach dem Heiligen benannt. Erst im 9. oder frühen 10. Jahrhundert entstand eine Kirche am Standort der heutigen Wendalinusbasilika, in die im Laufe des 11. Jahrhunderts die Reliquien des hl. Wendalinus gebracht wurden, und zu der am Wendelstag im Oktober gewallfahrtet wird. Parallel zur Wallfahrt entstand der Wendelsmarkt, heute der größte Markt im Saarland, früher der zentrale Bauern-Markt der gesamten Umgebung für Vieh, Kleidung und Gebrauchsgegenstände.
- Gutenzell / Ortsteil Niedernzell: Jeden 3. Sonntag im September findet der Wendelinusritt von Gutenzell nach Niedernzell mit rund 700 Reitern statt. Anschließend Gottesdienst an der Kapelle in Niedernzell.
- Trevesen (Oberpfalz): Der Wendelinritt findet am 2. Sonntag im Oktober eines jeden Jahres statt.
- Heiligenbrunnen (Schwarzwald): In der kleinen, 450 Jahre alten Kirche wird neben der schottischen Königin Notburga auch Wendelin verehrt. Dort befindet sich u. a. eine gut erhaltene, künstlerisch wertvolle Holzschnitzarbeit, die den Heiligen zeigt.
- Mönchberg: Die Bauern von Mönchberg verehrten nachweisbar seit dem 15. Jahrhundert den heiligen Wendelin. Deswegen wurde der Wendelinustag der höchste Feiertag des Jahres im Ortsgeschehen. Die heutige Wendelinuskapelle an der Straße nach Schmachtenberg wurde 1744 wurde von dem Baumeister Martin Schmitt aus Miltenberg erbaut. In der Pfarrkirche St. Johannes der Täufer ist die Verehrung des Hl. Wendelin insbesondere durch die Existenz des Wendelinusaltars sichtbar.
- Niederhadamar: Die 1367 erstmals erwähnte St. Wendelinbrücke wurde unter den Schutz des heiligen Wendelin gestellt.
- Kinberg: Seit 1931 findet alljährlich im Oktober der Reiterumzug Wendelinsritt kommend aus Niederstaufen und Scheidegg zur Kapelle St. Wendelin statt
- Langenargen/Oberdorf: die Pfarrkirche St. Wendelin wurde 1827 erbaut.
- Winterscheid (Ruppichteroth): Wendelinuskapelle (Winterscheid)
- Birgsau bei Oberstdorf: Wendelinuskapelle aus dem Jahr 1848[4]
- Leiberstung, Teilort der Gemeinde Sinzheim im Landkreis Rastatt. Die Dorfkirche ist dem heiligen Wendelinus geweiht. Jedes Jahr, am 2. Sonntag im Oktober, feiern die Bewohner das Patroziniumsfest zu Ehren des Dorfheiligen. Höhepunkt des Wendelinusfestes ist der Wendelinusritt, bei dem Jahr für Jahr mehrere hundert Reiter und Fahrer mit ihren Kutschen, Gespannen und Reiterggruppen in einem farbenfrohen Umzug durch das Dorf ziehen um am Ende durch die geistlichen Vertreter der Kirchengemeinde den Segen für sich und ihre Tiere erhalten.
- Britten (Losheim am See): Pfarrkirche St. Wendalinus, geweiht 1829, und Wendalinuskreuz aus dem gleichen Zeitraum. An jedem 3. Wochenende im Oktober findet die traditionelle Kirmes (Fest der Kirchweihe) zu Ehren des Heiligen statt.
- São Vendelino, Stadt in Brasilien, gegründet Mitte des 19. Jh. im Besonderen von deutschen Immigranten, die aus der Gegend um St. Wendel kamen.
- Großrosseln: Patronat der 1882 eingeweihten Pfarrkirche St. Wendalinus; die im 13. Jahrhundert errichtete Kirche war zuvor dem heiligen Gallus geweiht. Die Wendalinuskirche in Großrosseln besitzt neben einer Reliquie des hl. Wendalinus auch eine Reliquie ersten Grades der seligen Mutter Rosa.
- Jona-Wagen SG: Der Vorgängerbau der Kapelle St. Wendelin (Wagen) geht vermutlich auf das 11. Jahrhundert zurück. 1698 wurde die damalige Kirche im Dorfteil Jona-Wagen in der Schweiz dem heiligen Wendelin geweiht.
- Hotzenwald (Baden-Württemberg): Die Wendelinskapelle auf dem Schellenberg war bereits ab dem 18. Jahrhundert eine bedeutende Wallfahrtsstätte auf dem Hotzenwald (Südschwarzwald). Seit 2018 ist Wendelinus der Patron der gesamten katholischen Kirchengemeinde St.Wendelinus Hotzenwald auf dem Gebiet der politischen Gemeinden Herrischried, Görwihl und Rickenbach
- Weiher (Baden-Württemberg): Alljährlich um den 20. Oktober findet in der Gemeinde St. Nikolaus Weiher die Wallfahrt zur im Hardtwald befindlichen Wendelinuskapelle[5] aus dem Jahr 1857 statt.[6]
- Wineden (Unterallgäu, Bayern): In dem kleinen Ortsteil der Marktgemeinde Markt Rettenbach mit ca. 70 Einwohnern steht die Kapelle St. Wendelin von 1794. Das Patrozinium mit Festgottesdienst in der Kapelle wird jährlich am Samstag um den 20. Oktober herum gefeiert.

Zu weiteren Sakralgebäuden siehe: Wendelinuskirche

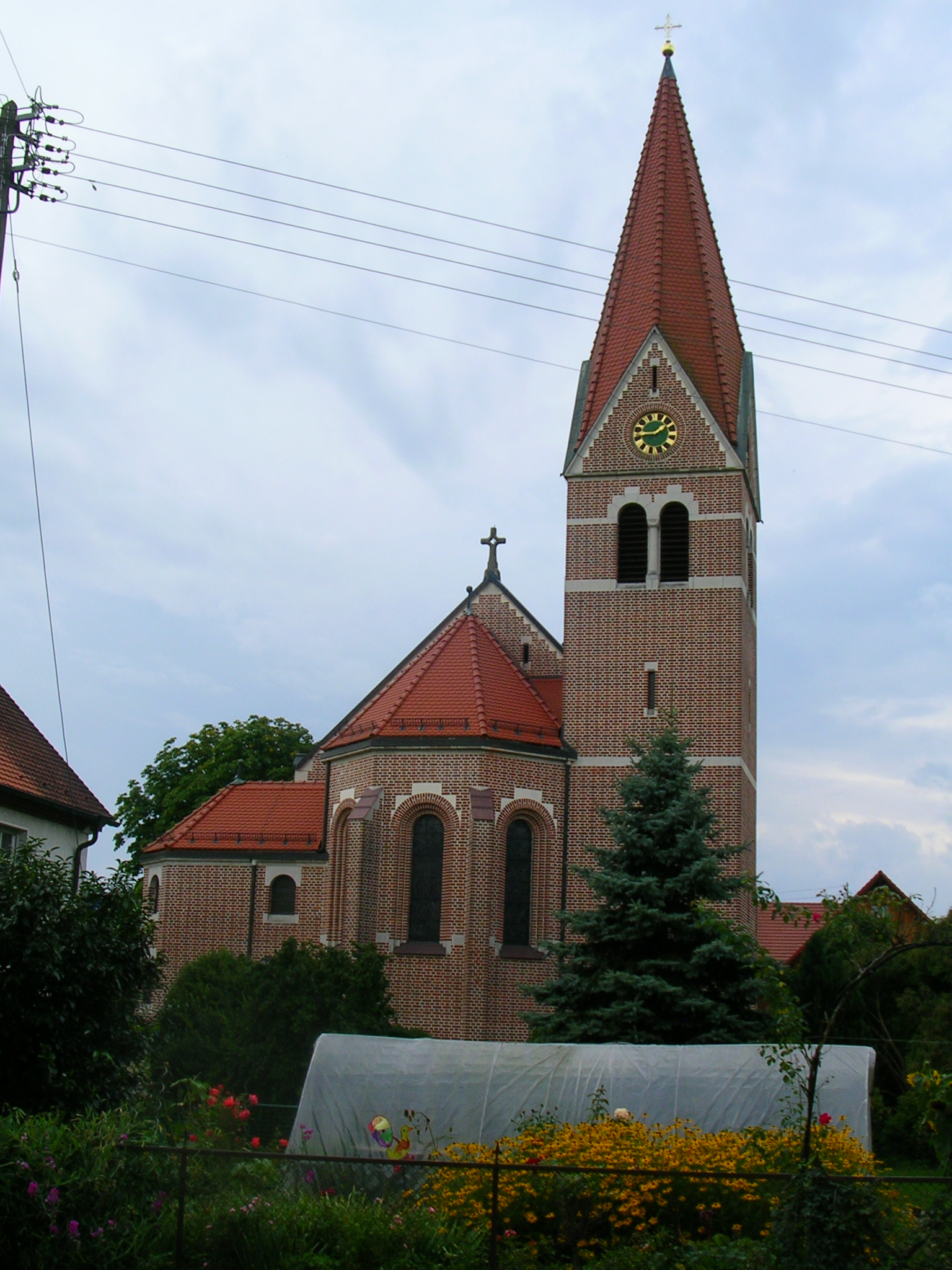
Pfarrkirche St. Wendelin in Langenargen/Oberdorf
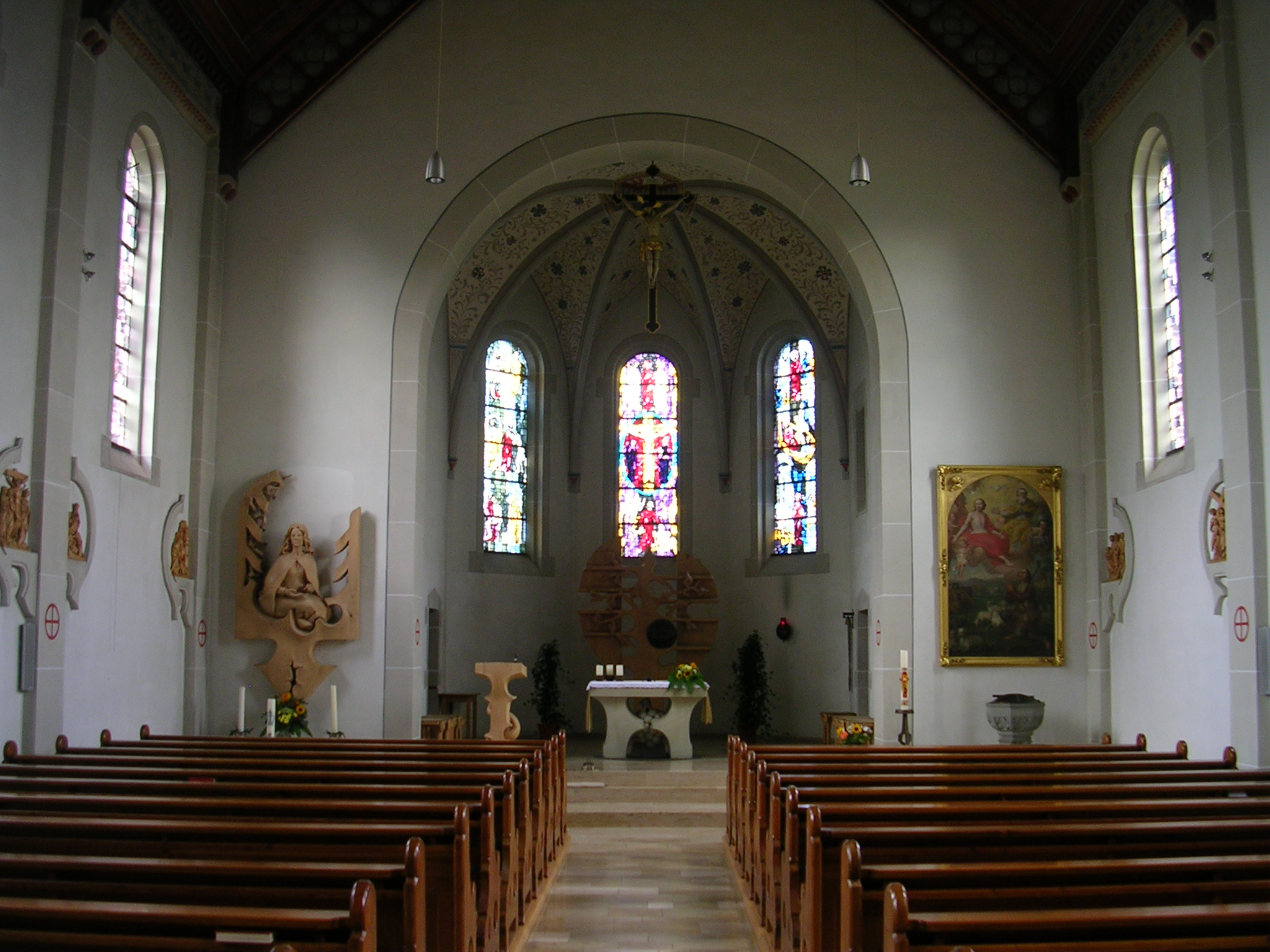
Innenraum Pfarrkirche St. Wendelin
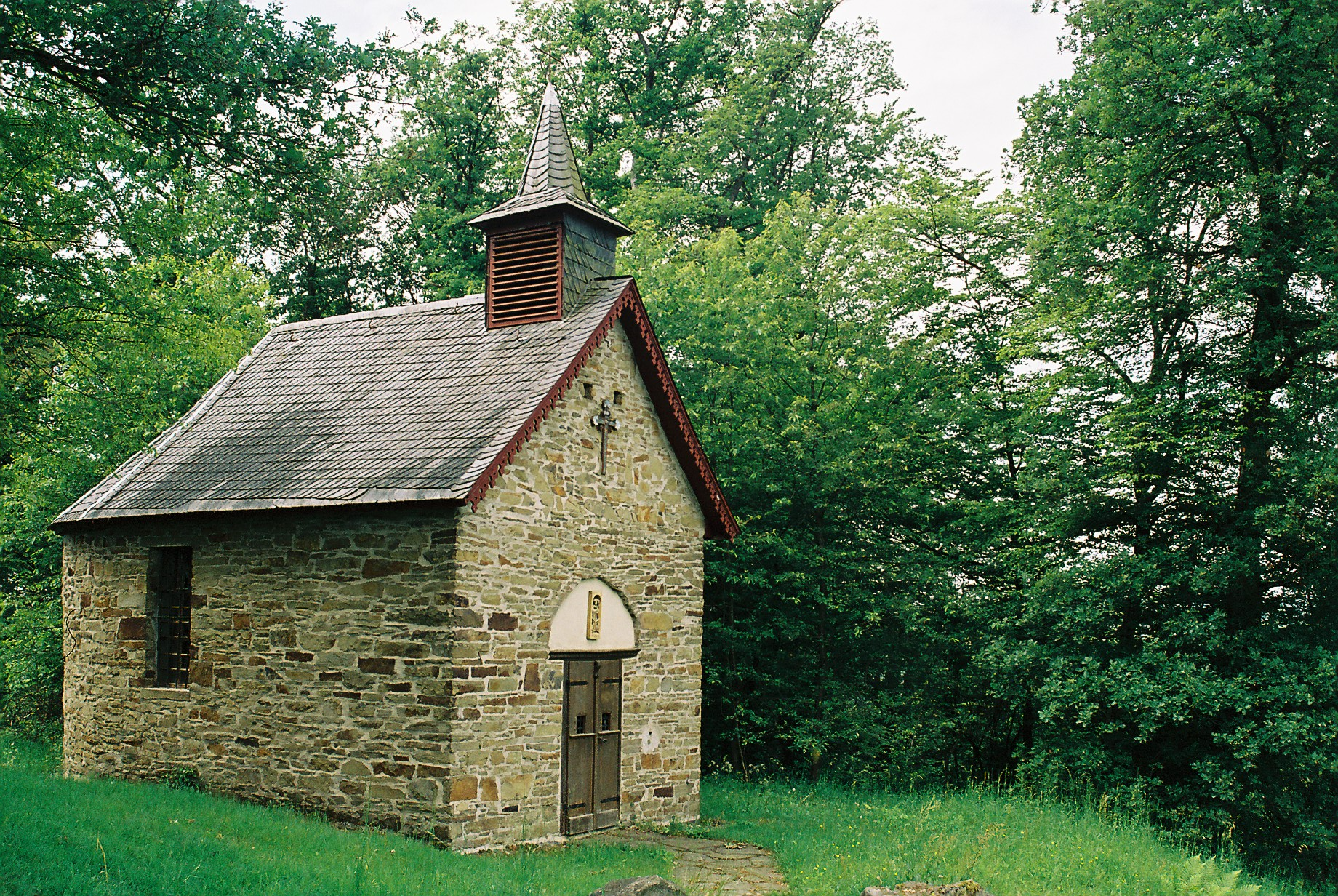
Wendelinuskapelle in Winterscheid
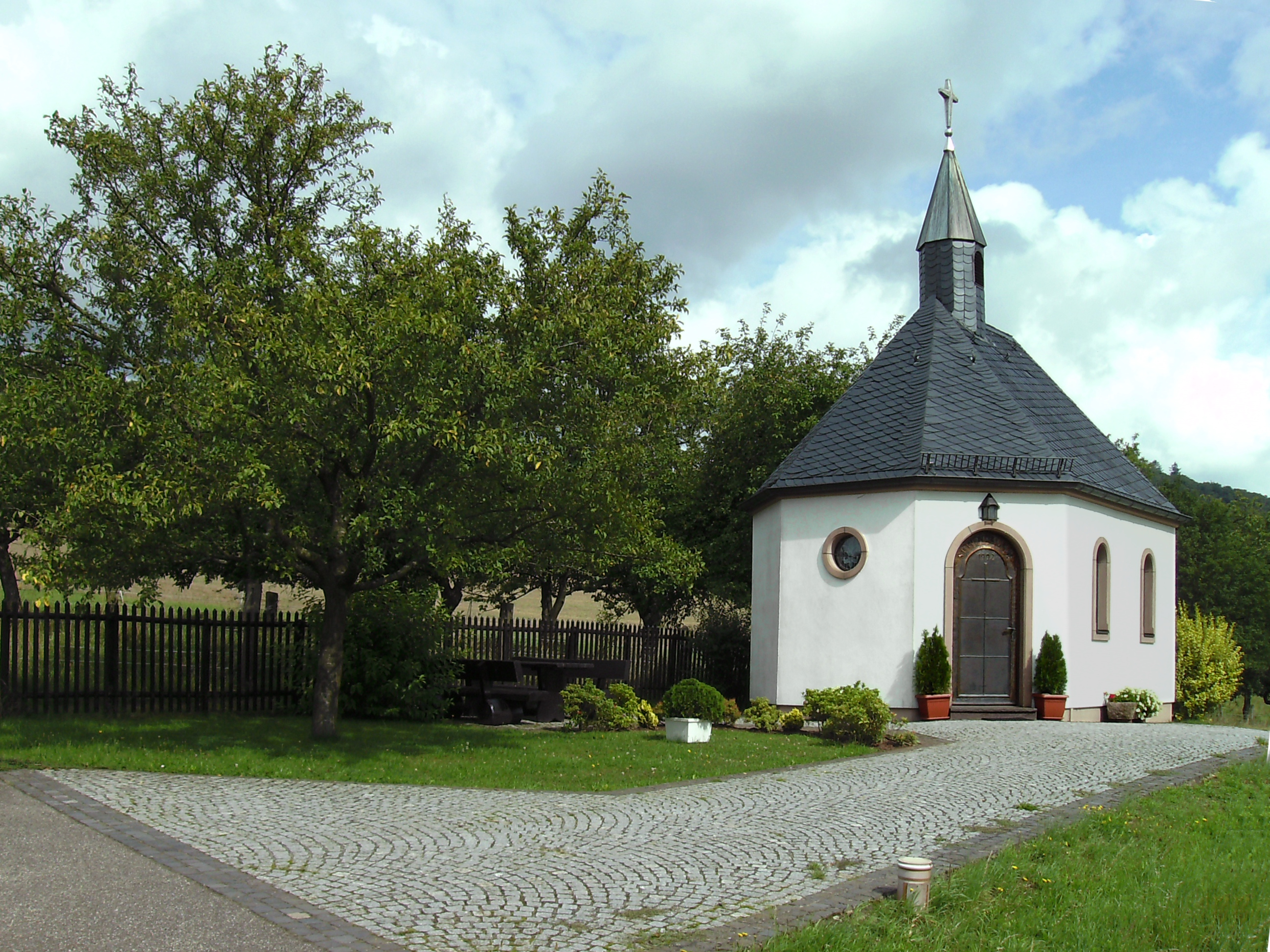
Wendelinuskapelle in Pinsweiler, Saarland (erbaut 1992)
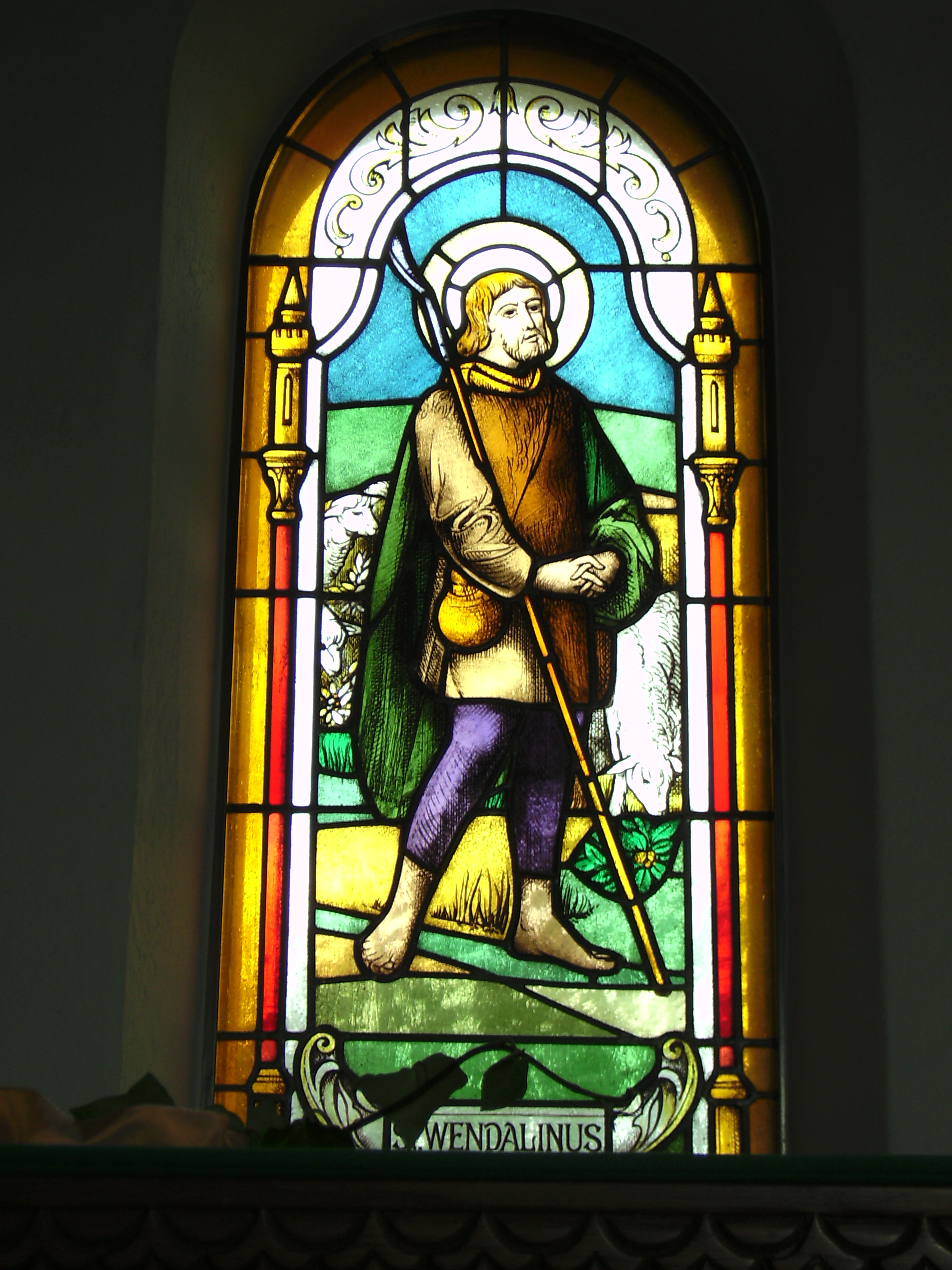
Wendelinusabbildung in der Pinsweiler Kapelle
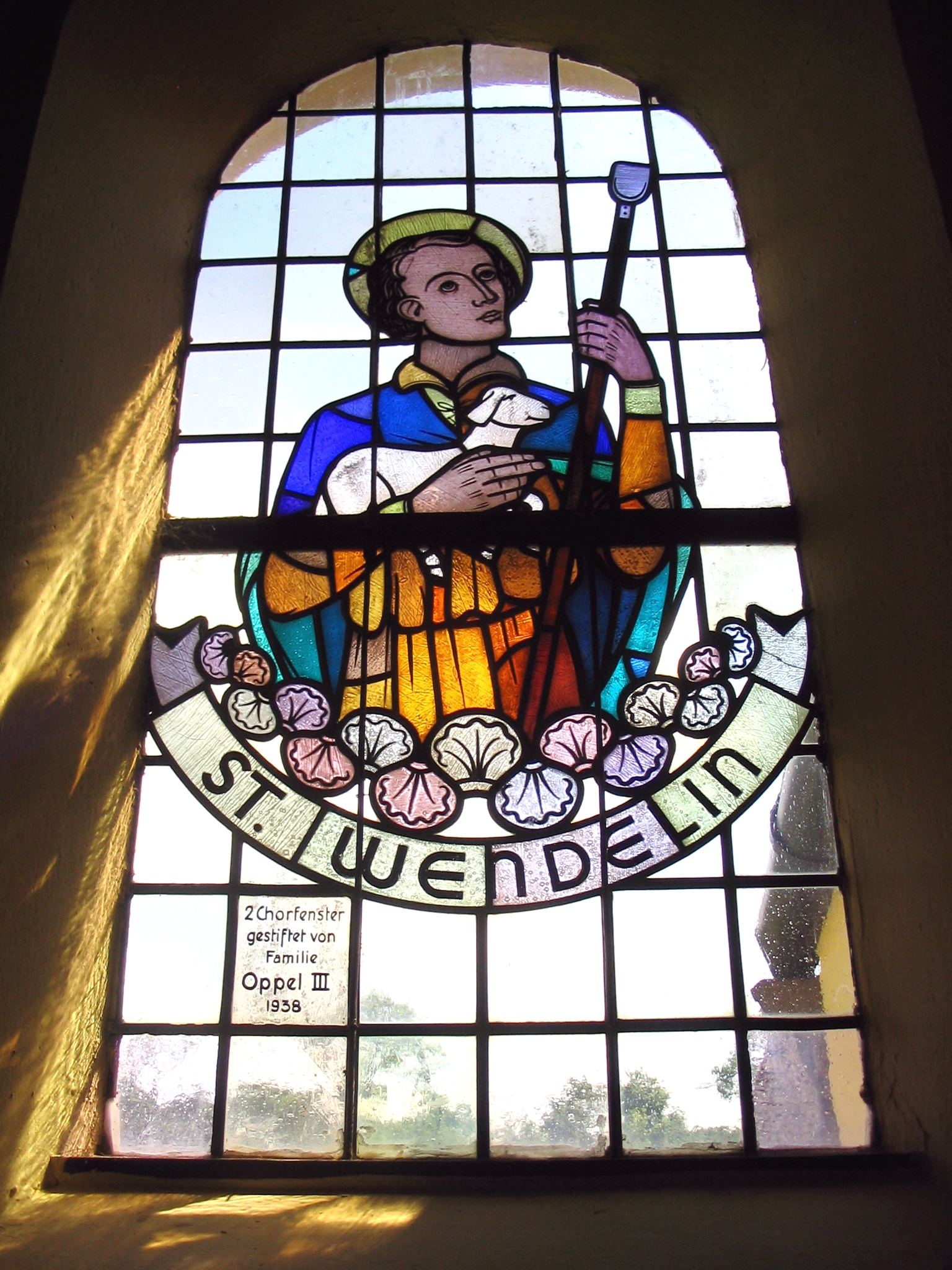
Wendelinusabbildung in der Görauer Kapelle (Franken (Region))
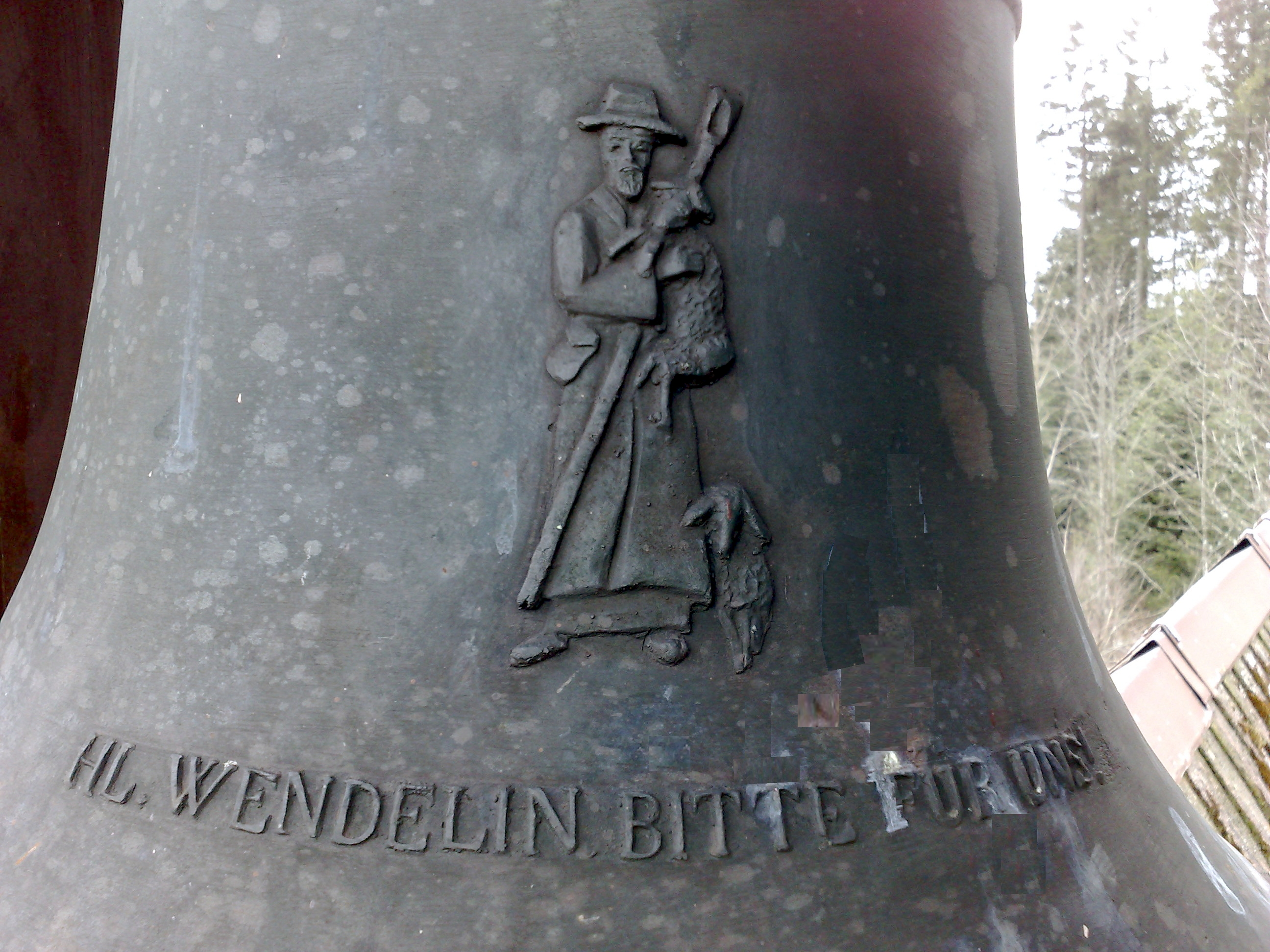
Glocke der Gutenkapelle im Schwarzwald
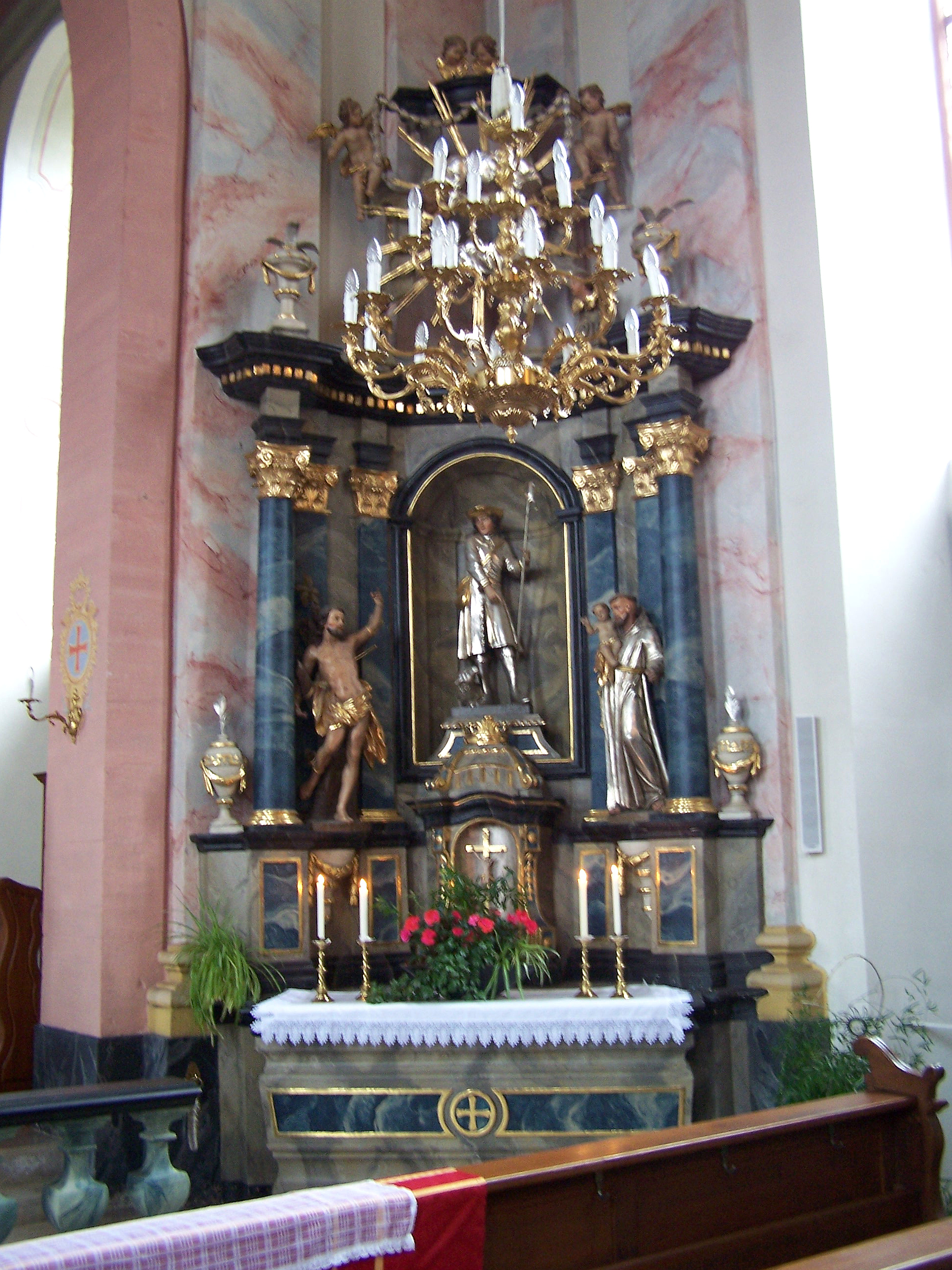
Wendelinusaltar in der Mönchberger Pfarrkirche
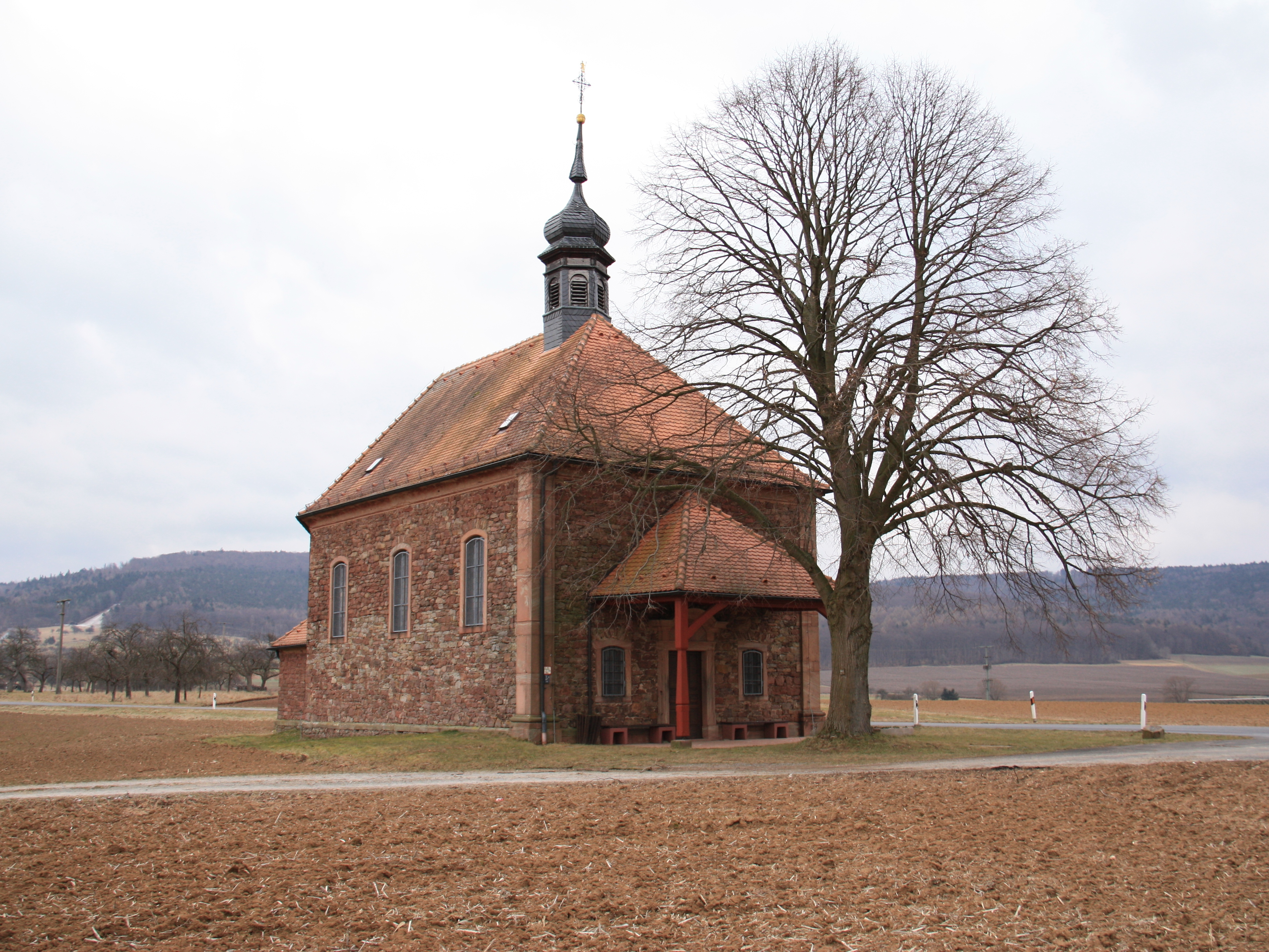
St.-Wendelinus-Kapelle an der Straße nach Schmachtenberg
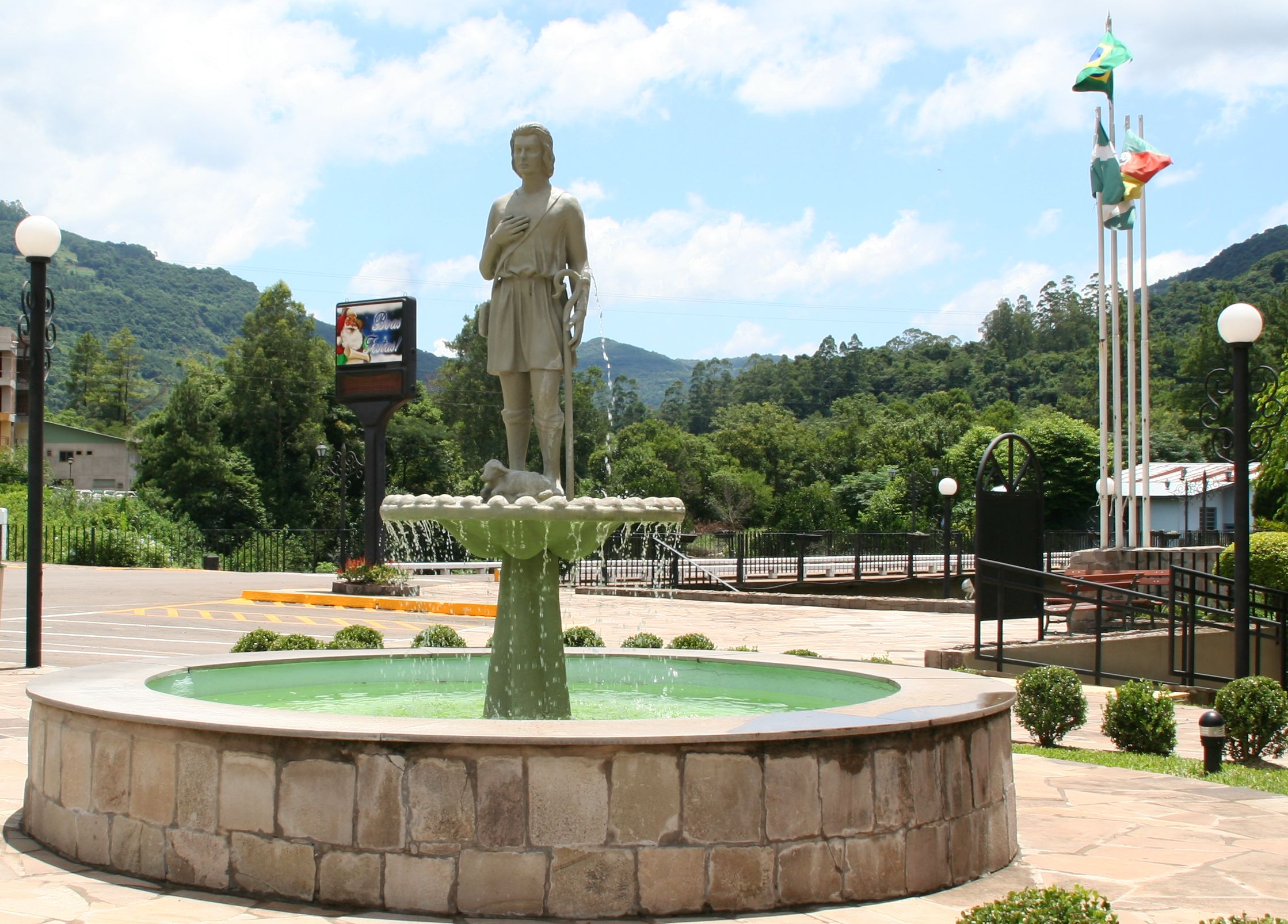
Der Wendelinus-Brunnen vor dem Rathaus in São Vendelino, Brasilien
Greppen (Schweiz), Pfarrkirche St. Wendelin, 1645

Wendelinuskapelle St. Wendel
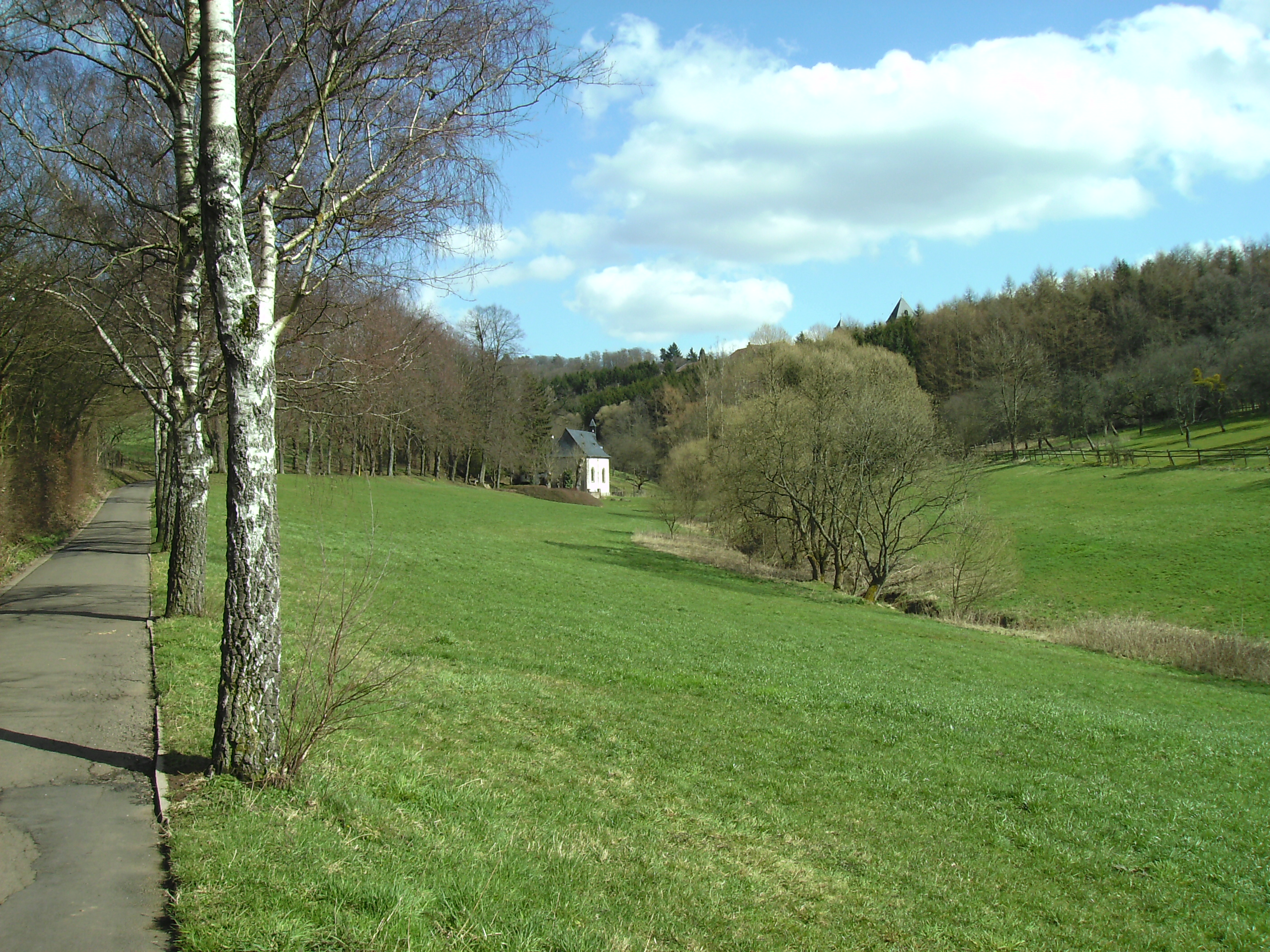
Wendelstal mit Wendelinuskapelle
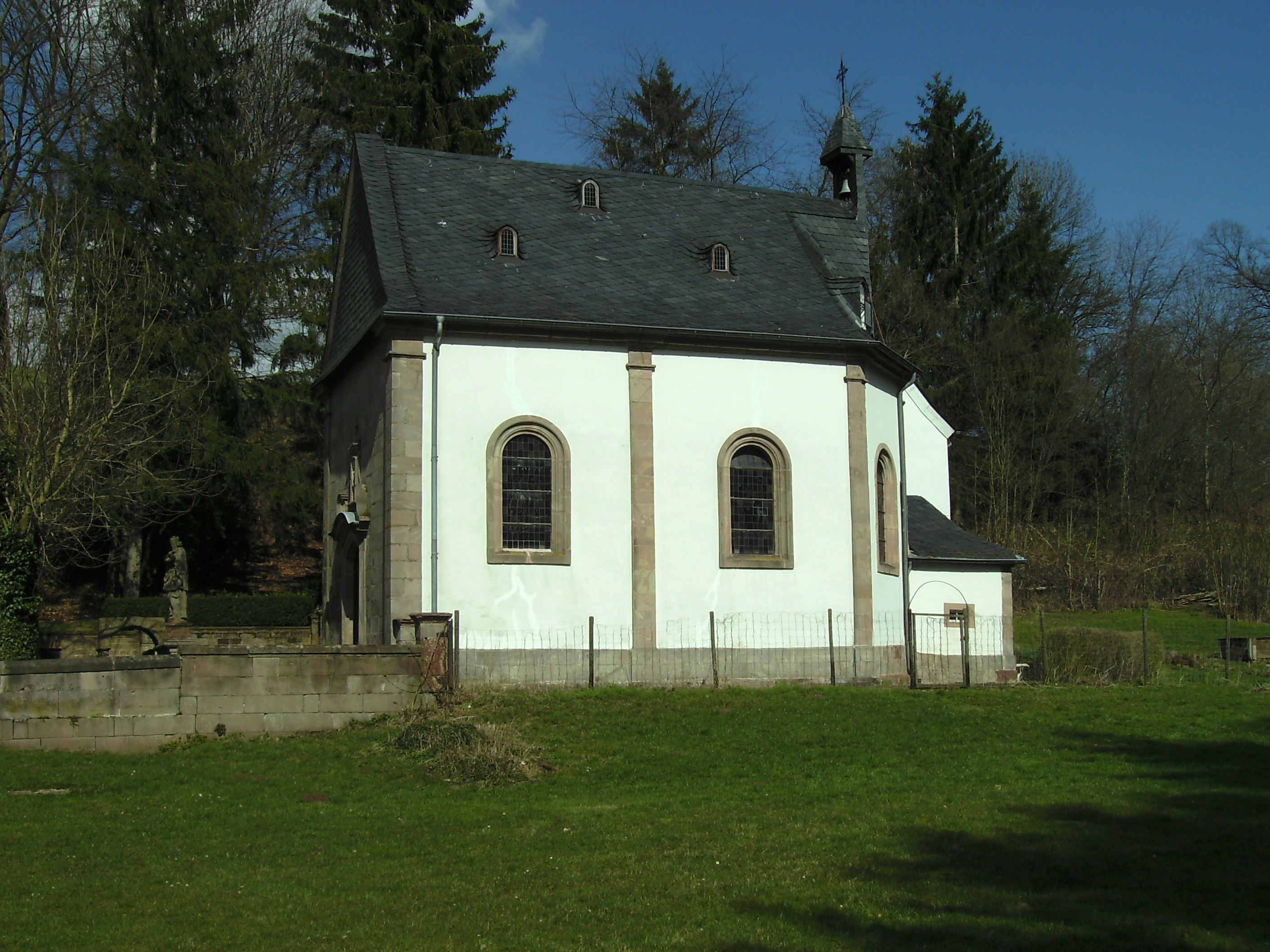
Wendelinuskapelle mit Klause
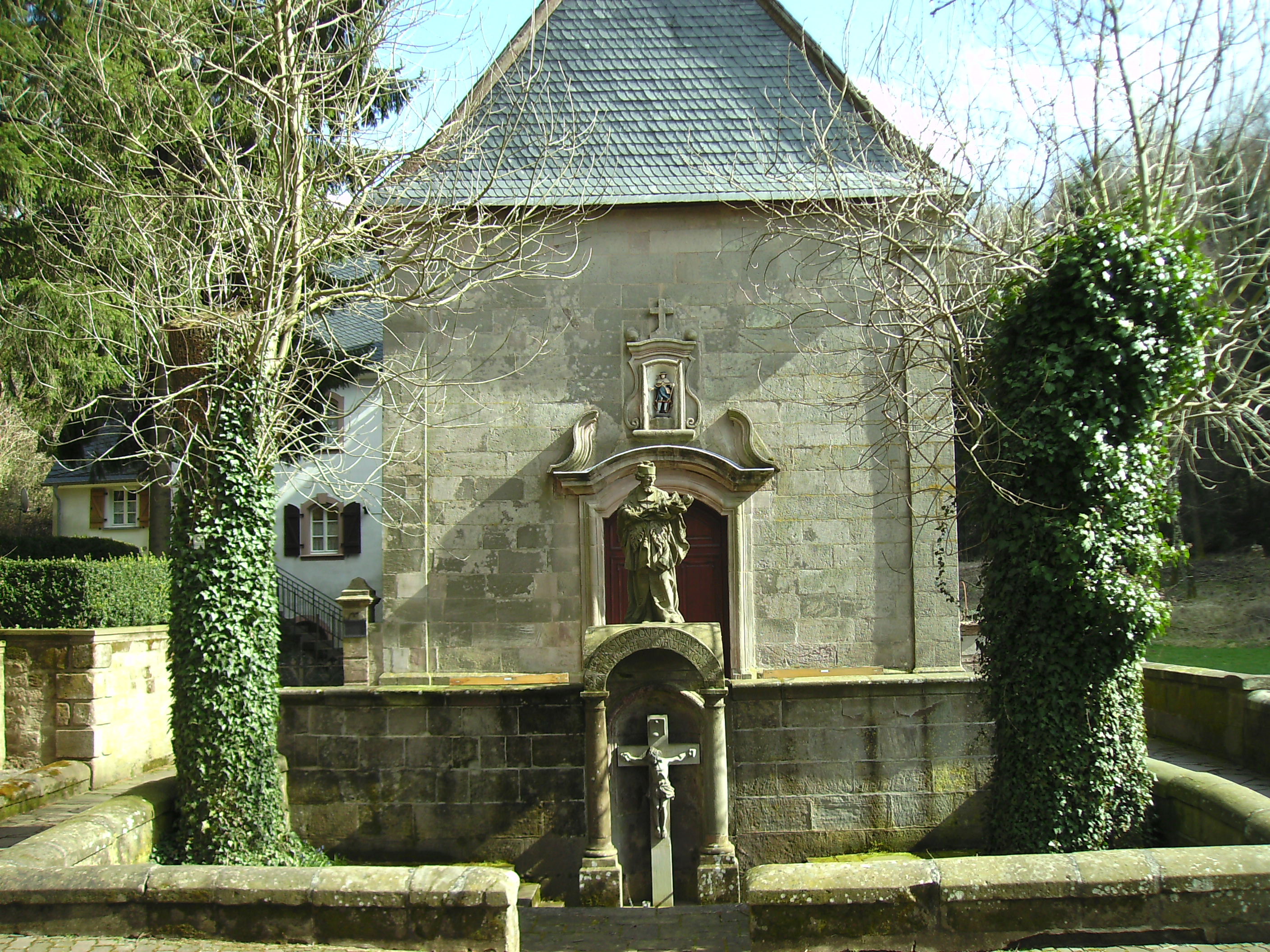
Frontseite der Kapelle mit Brunnen
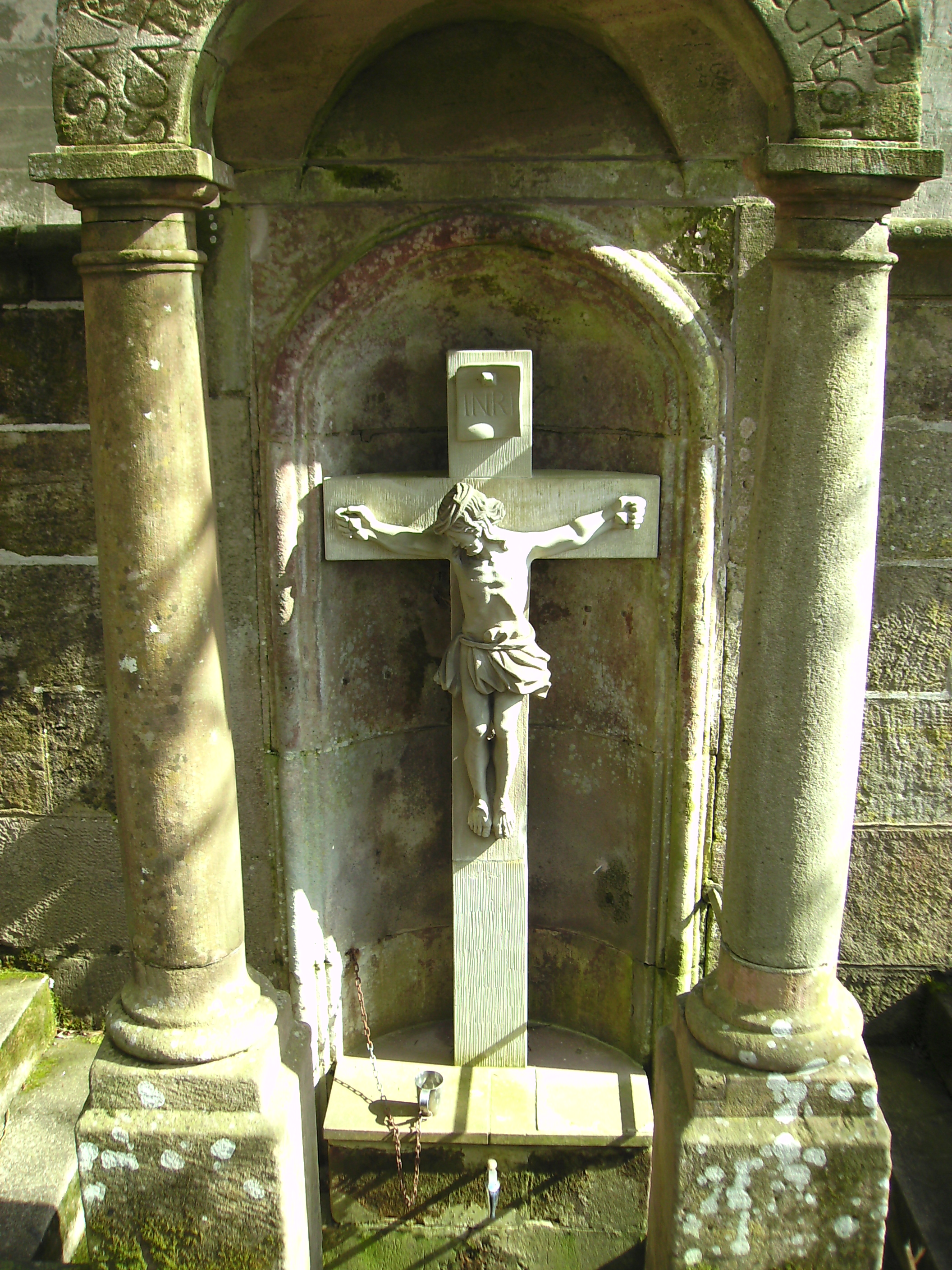
Wendelsbrunnen
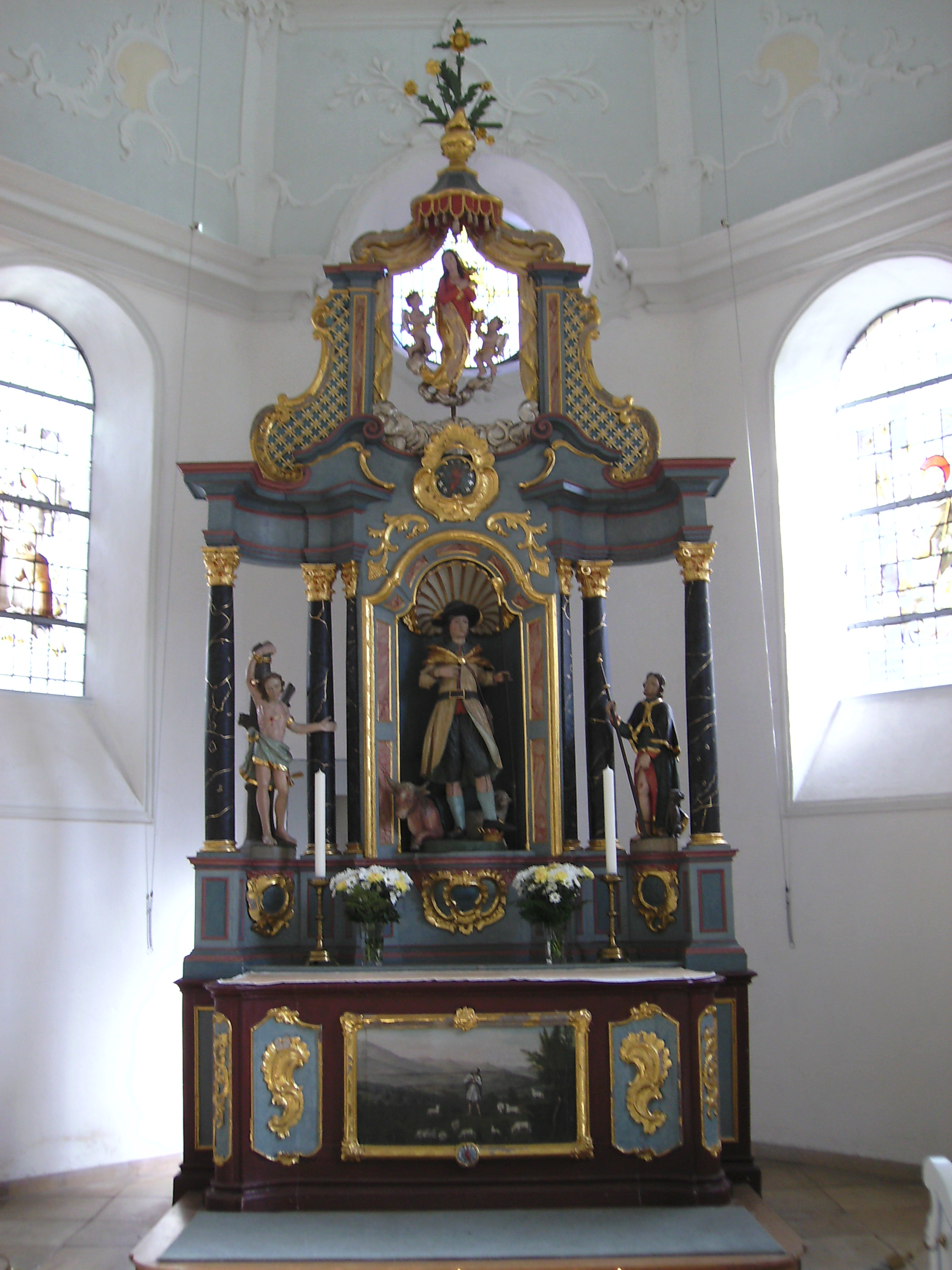
Barocker Altar in der Kapelle
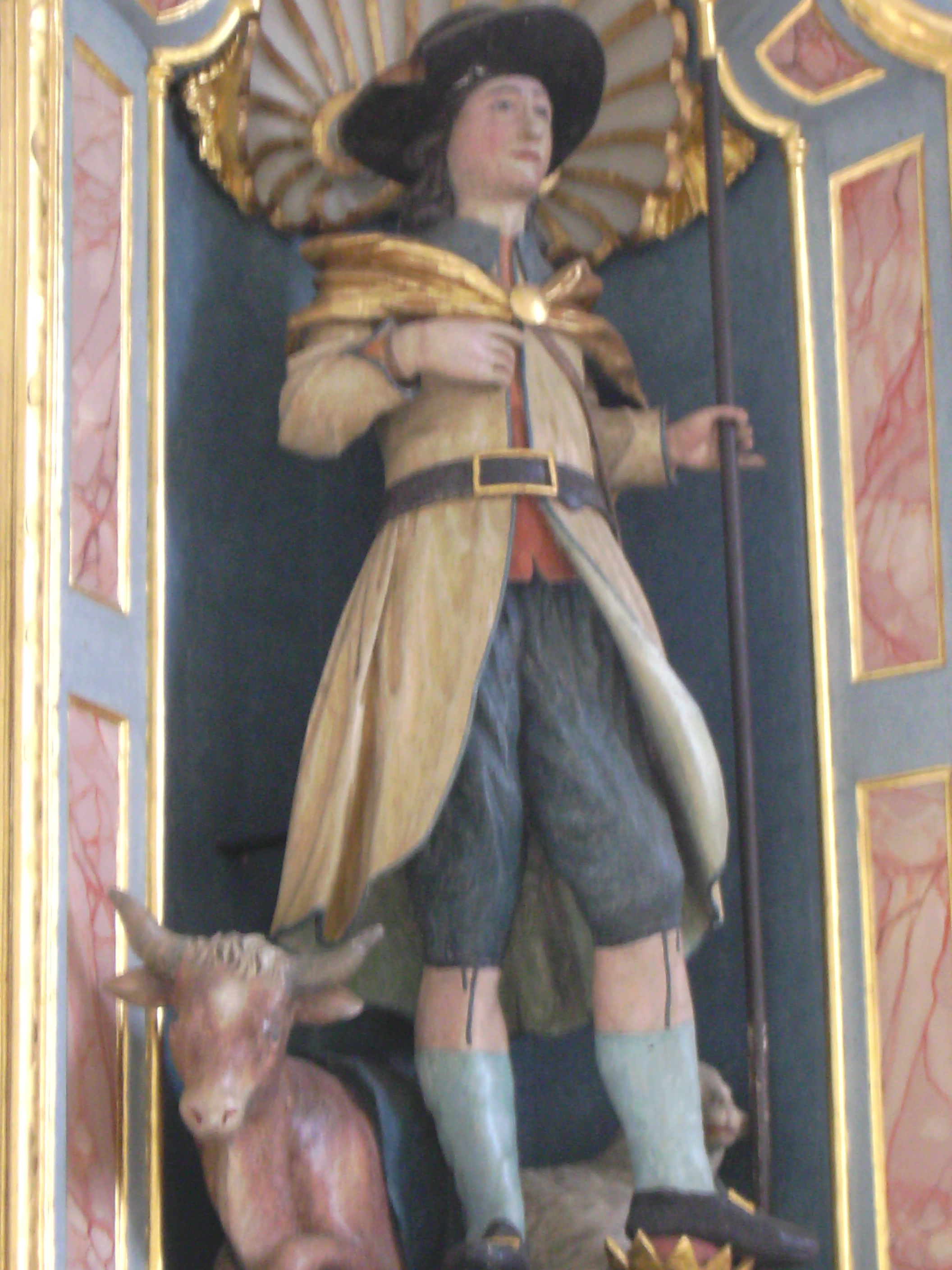
Statue des Heiligen als Behüter des Viehs